# Lista de imperadores bizantinos
O Império Bizantino surgiu oficialmente em 395, quando o imperador Teodósio I (r. 378–395) morreu e o Império Romano foi dividido entre seus filhos: o Império Romano do Ocidente ficou com Honório (r. 395–423) e o Império Romano do Oriente ou Império Bizantino com Arcádio (r. 395–408). Apesar disso, convencionalmente, a historiografia reconhece que o Império Bizantino já existiu desde o tempo de Constantino (r. 306–337), que transferiu a capital para Bizâncio, que refundou em 330 como Constantinopla. Sob Zenão (r. 474–491), a divisão do império foi abolida e ele tornou-se imperador único. Irene (r. 797–802) usurpou o trono de seu filho Constantino VI (r. 776–797) e tornar-se-ia a primeira mulher a assumir o trono imperial. No Natal do ano 800, com o pretexto da ausência de um imperador do sexo masculino no trono de Constantinopla, e por razões de conveniência, o papa Leão III coroou Carlos Magno (r. 768–814) como imperador do Ocidente. Em Constantinopla, isto foi visto como sacrilégio. Em 802, Carlos Magno enviou embaixadores a Constantinopla propondo casamento com Irene, mas, de acordo com Teófanes o Confessor, o plano foi frustrado pelo eunuco Aécio, um dos favoritos de Irene.
Em 1204, a capital foi cercada e saqueada pela Quarta Cruzada. No rescaldo, dois estados sucessores foram estabelecidos: o Império de Niceia e o Despotado do Epiro. Um terceiro, o Império de Trebizonda, havia sido criado algumas semanas antes do saque por Aleixo I. Dos três, Epiro e Niceia ficaram em melhores condições para recuperar Constantinopla. O Império de Niceia lutou para sobreviver nas décadas seguintes e, em meados do século XIII, perdeu muito do sul da Anatólia. O enfraquecimento do Sultanato de Rum após a invasão mongol de 1242–1243 permitiu que muitos beis e gazis criassem seus próprios principados (beilhiques) na Anatólia, enfraquecendo a posição bizantina na região. O Império de Niceia, fundado pela dinastia lascarina, conseguiu reconquistar Constantinopla aos latinos em 1261 e derrotar o Despotado do Epiro. Miguel VIII Paleólogo (r. 1259–1282) fundou a dinastia paleóloga, a última a governar o império até seu fim em 1453.

## Dinastia constantiniana (306 - 363)
| Reinado                                       | Nome comum Local de nascimento              | Imagem | Nome pessoal e título ao nascer/ antes de se tornar imperador | Nome imperial | Notas |
| --------------------------------------------- | ------------------------------------------- | --- | ------------------------------------------------------------- | --- | --- |
| 25 de Julho de 306 a 19 de Setembro de 324    | Constantino O Grande Naisso, Mésia Superior | | GAIVS FLAVIVS VALERIVS CONSTANTINVS                           | | Coimperador. |
| 19 de Setembro de 324 a 22 de Maio de 337     | Constantino O Grande Naisso, Mésia Superior | IMPERATOR CAESAR FLAVIVS CONSTANTINVS PIVS FELIX INVICTVS AVGVSTVS PONTIFEX MAXIMVS PATER PATRIAE PROCONSVL | GAIVS FLAVIVS VALERIVS CONSTANTINVS                           | Nascido em Naissus ca. 272 como filho do Augusto Constâncio Cloro e Helena . Proclamado Augusto do império ocidental com a morte de seu pai em 25 de julho de 306, tornou-se o único governante do império ocidental após a Batalha da Ponte Mílvia em 312. Em 324, derrotou Licínio no Leste e reintegrou o império sob seu domínio, reinando como único imperador até sua morte. Constantino concluiu as reformas administrativas e militares iniciadas sob Diocleciano , que começaram a inaugurar o Dominato. Ativamente interessado no cristianismo, ele desempenhou um papel crucial em seu desenvolvimento e na cristianização do mundo romano, por meio da convocação do Primeiro Concílio Ecumênico em Niceia. Dizem que ele recebeu o batismo no leito de morte. Ele também reformou a cunhagem de moedas através da introdução do solidus de ouro e iniciou um programa de construção em larga escala, coroado pela reconstrução da cidade de Bizâncio como "Nova Roma", popularmente conhecida como Constantinopla. Ele foi considerado o modelo de todos os imperadores bizantinos subsequentes. | |
| 334                                           | Calócero                                    | | CALOCAERVS                                                    | | Usurpador em Chipre. |
| 11 de Novembro de 308 a 18 de Setembro de 324 | Licínio Mésia Superior                      | | VALERIVS LICINIANVS LICINIVS                                  | IMPERATOR CAESAR GAIVS VALERIVS LICINIVS PIVS FELIX INVICTVS AVGVSTVS | Coimperador; abdicou; (executado antes de 325). |
| 1º de Maio de 310 a Julho/Agosto de 313       | Maximino Daia Dácia Aureliana               | | DAIA MAXIMINVS GAIVS GALERIVS VALERIVS                        | IMPERATOR CAESAR GALERIVS VALERIVS MAXIMINVS PIVS FELIX AVGVSTVS | Coimperador. Cometeu suicídio. |
| Dezembro de 316 a 1º de Março de 317          | Valério Valente ?                           | | AVRELIVS VALERIVS VALENS                                      | IMPERATOR CAESAR AVRELIVS VALERIVS VALENS PIVS FELIX INVICTVS AVGVSTVS | Coimperador com Licínio. Executado por Constantino. |
| Julho de 324 a 18 de Setembro de 324          | Marciniano ?                                | | SEXTVS MARCIVS MARTINIANVS                                    | IMPERATOR CAESAR SEXTVS MARCIVS MARTINIANVS PIVS FELIX INVICTVS AVGVSTVS | Coimperador com Licínio. Executado antes de 325. |
| 337 a 340                                     | Constantino II Arles, Gália                 | | FLAVIVS CLAVDIVS CONSTANTINVS                                 | IMPERATOR CAESAR FLAVIVS VALERIVS CONSTANTINVS AVGVSTVS | Coimperador. Morto em batalha. |
| 337 a 350                                     | Constâncio II Sirmio, Panônia               | | FLAVIVS IVLIVS CONSTANTIVS                                    | | Coimperador com Constantino II e Constante. |
| 350 a 361                                     | Constâncio II Sirmio, Panônia               | IMPERATOR CAESAR FLAVIVS IVLIVS CONSTANTIVS AVGVSTVS                                                        | FLAVIVS IVLIVS CONSTANTIVS                                    | Nascido em 7 de agosto de 317, como o segundo filho sobrevivente de Constantino I, ele herdou o terço oriental do Império Romano após a morte de seu pai, único imperador romano de 353, após a derrubada do usurpador ocidental Magnêncio. O reinado de Constâncio viu atividade militar em todas as fronteiras e dissensões entre o arianismo, favorecido pelo imperador, e os partidários "ortodoxos" do Credo Niceno. Em seu reinado, Constantinopla recebeu um status igual a Roma e a Santa Sofia original foi construída. Constâncio nomeou Constâncio Galo e Juliano como Césares , e morreu a caminho de confrontar Juliano, que havia se levantado contra ele. | |
| 337 a 350                                     | Constante I ?                               | | FLAVIVS IVLIVS CONSTANS                                       | IMPERATOR CAESAR FLAVIVS IVLIVS CONSTANS AVGVSTVS | Nascido c. 323, o terceiro filho sobrevivente de Constantino I. César desde 333, ele herdou o terço central do Império Romano após a morte de seu pai e tornou-se o único imperador no oeste após a morte de Constantino II em 348. Um fervoroso defensor de Atanásio de Alexandria, ele se opôs ao arianismo. Constante foi assassinado durante o golpe de Magêncio. |
| 351 a 352                                     | Patrício                                    | | PATRICIVS                                                     | | Usurpador na Judeia. |
| Fevereiro de 360 a 3 de novembro de 361       | Juliano O Apóstata Constantinopla, Trácia   | | FLAVIVS CLAVDIVS IVLIANVS                                     | | Coimperador com Constâncio II. |
| 3 de novembro de 361 a junho de 363           | Juliano O Apóstata Constantinopla, Trácia   | IMPERATOR CAESAR FLAVIVS CLAVDIVS IVLIANVS AVGVSTVS                                                         | FLAVIVS CLAVDIVS IVLIANVS                                     | Nascido em maio de 332, neto de Constâncio Cloro e primo de Constâncio II. Proclamado por seu exército na Gália, tornou-se Imperador legítimo após a morte de Constâncio. Morto em campanha contra o Império Sassânida. | |

## Período não-dinástico (363 - 364)
| Reinado                      | Nome comum Local de nascimento | Imagem | Nome pessoal e título ao nascer/ antes de se tornar imperador | Nome imperial                              | Notas |
| ---------------------------- | ------------------------------ | ------ | ------------------------------------------------------------- | ------------------------------------------ | --- |
| 363 a 17 de Fevereiro de 364 | Joviano Singiduno, Mésia       |        | FLAVIVS IOVIANVS                                              | IMPERATOR CAESAR FLAVIVS IOVIANVS AVGVSTVS | Nascido c. 332. Capitão dos guardas de Juliano, eleito pelo exército após a morte deste. Morreu em viagem de volta a Constantinopla |

## Dinastia valentiniana (364 - 392)
| Reinado                                        | Nome comum Local de nascimento           | Imagem                                                     | Nome pessoal e título ao nascer/ antes de se tornar imperador | Nome imperial | Notas |
| ---------------------------------------------- | ---------------------------------------- | ---------------------------------------------------------- | ------------------------------------------------------------- | --- | --- |
| 26 de Fevereiro de 364 a 17 de Novembro de 375 | Valentiniano I O Grande Cibalas, Panônia |                                                            | FLAVIVS VALENTINIANVS                                         | IMPERATOR CAESAR FLAVIVS VALENTINIANVS PIVS FELIX AVGVSTVS | Nascido em 321. Oficial de Juliano e Joviano, ele foi eleito pelo exército após a morte de Joviano. Ele logo nomeou seu irmão mais novo, Valente, como Imperador do Oriente. Morreu de hemorragia cerebral. |
| 28 de Março de 364 a 17 de Novembro de 375     | Valente Cibalas, Panônia                 |                                                            | FLAVIVS IVLIVS VALENS                                         | | Coimperador com Valentiniano I. |
| 17 de Novembro de 375 a 9 de Agosto de 378     | Valente Cibalas, Panônia                 | IMPERATOR CAESAR FLAVIVS IVLIVS VALENS PIVS FELIX AVGVSTVS | FLAVIVS IVLIVS VALENS                                         | Nascido em 328. Soldado do exército romano, foi nomeado Imperador do Oriente por seu irmão mais velho, Valentiniano I. Morto na Batalha de Adrianópolis | |
| 365 a 366                                      | Procópio                                 |                                                            | PROCOPIVS                                                     | IMPERATOR CAESAR PROCOPIVS AVGVSTVS | Usurpador em Constantinopla. |
| 366                                            | Marcelo                                  |                                                            | MARCELVS                                                      | | Parente de Procópio, tentou manter a revolta do mesmo por um pouco de tempo. Capturado e executado. |
| 371                                            | Teodoro                                  |                                                            | TEODORVS                                                      | | Usurpador na Síria. |
| 24 de Agosto de 367 a 9 de Agosto de 378       | Graciano Sirmio, Panônia                 |                                                            | FLAVIVS GRATIANVS                                             | | Coimperador com Valentiniano I e Valente. |
| 9 de Agosto de 378 a 383                       | Graciano Sirmio, Panônia                 | IMPERATOR CAESAR FLAVIVS GRATIANVS PIVS FELIX AVGVSTVS     | FLAVIVS GRATIANVS                                             | Nascido em 18 de abril / 23 de maio de 359, filho de Valentiniano I. Imperador do Ocidente, herdou o domínio do Oriente com a morte de Valente e nomeou Teodósio como Imperador do Oriente. Assassinado em 25 de agosto de 383 durante a rebelião de Magno Máximo. | |

## Dinastia teodosiana (379 - 457)
| Reinado                                    | Nome comum Local de nascimento     | Imagem                                              | Nome pessoal e título ao nascer/ antes de se tornar imperador | Nome imperial | Notas |
| ------------------------------------------ | ---------------------------------- | --------------------------------------------------- | ------------------------------------------------------------- | --- | --- |
| 19 de Janeiro de 379 a 15 de Maio de 392   | Teodósio O Grande Cibalas, Panônia |                                                     | FLAVIVS THEODOSIVS AVGVSTVS                                   | | Coimperador com Graciano, Valentiniano II e Magno Máximo. |
| 15 de Maio de 392 a 17 de Janeiro de 395   | Teodósio O Grande Cibalas, Panônia | IMPERATOR CAESAR FLAVIVS THEODOSIVS AVGVSTVS        | FLAVIVS THEODOSIVS AVGVSTVS                                   | Nascido em 11 de janeiro de 347. Aristocrata e líder militar, cunhado de Graciano, que o nomeou imperador do Oriente. De 392 até sua morte, único imperador romano. | |
| 383 a 17 de Janeiro de 395                 | Arcádio Hispânia                   |                                                     | FLAVIVS ARCADIVS AVGVSTVS                                     | | Coimperador com seu pai, Teodósio. |
| 17 de Janeiro de 395 a 1 de Maio de 408    | Arcádio Hispânia                   | IMPERATOR CAESAR FLAVIVS ARCADIVS AVGVSTVS          | FLAVIVS ARCADIVS AVGVSTVS                                     | Nascido em 377/378, filho mais velho de Teodósio. Quando este morreu, em 395, o Império Romano foi permanentemente dividido entre o Império Romano do Oriente, mais tarde conhecido como Império Bizantino e o Império Romano do Ocidente. Arcádio, o filho mais velho de Teodósio, tornou-se imperador no Oriente, enquanto seu filho mais novo, Honório, tornou-se imperador no Ocidente. | |
| 1 de Maio de 408 a 414                     | Antêmio                            |                                                     | FLAVIVS ANTHEMIVS                                             | | Regente de Teodósio II em sua minoridade. |
| 414 a 416                                  | Pulquéria Constantinopla           |                                                     | AELIA PVLCHERIA                                               | AELIA PVLCHERIA AVGVSTA | Regente de Teodósio II enquanto este era de menor idade. |
| 10 de Janeiro de 402 a 416                 | Teodósio II O Jovem O Calígrafo    |                                                     | FLAVIVS ARCADIVS AVGVSTVS                                     | | Coimperador com seu pai, Arcádio e sob regência de Antêmio e Pulquéria.                                                                                          |
| 416 a 28 de Julho de 450                   | Teodósio II O Jovem O Calígrafo    | IMPERATOR CAESAR FLAVIVS THEODOSIVS JVNIOR AVGVSTVS | FLAVIVS ARCADIVS AVGVSTVS                                     | Nascido em 10 de abril de 401, filho único de Arcádio. Subiu ao trono com a morte de seu pai. Como menor, o prefeito pretoriano Antêmio foi regente em 408-414. Ele morreu em um acidente de montaria. | |
| 28 de Julho a 25 de Agosto de 450          | Pulquéria Constantinopla           |                                                     | AELIA PVLCHERIA                                               | AELIA PVLCHERIA AVGVSTA | Imperadora bizantina sozinha. |
| 25 de Agosto de 450 a Julho de 453         | Pulquéria Constantinopla           |                                                     | AELIA PVLCHERIA                                               | Nascida em 19 de janeiro de 398 ou 399. Uma das filhas de Arcádio. Ela reinou sozinha por alguns meses e depois com o marido Marciano. | |
| 25 de Agosto de 450 a 26 de Janeiro de 457 | Marciano                           |                                                     | FLAVIVS MARCIANVS                                             | IMPERATOR CAESAR FLAVIVS MARCIANVS AVGVSTVS | Nascido em 396. Soldado e político, tornou-se imperador depois de se casar com a Augusta Pulquéria, irmã de Teodósio II, após a morte deste. Morreu de gangrena. |

## Dinastia leonina (457 - 518)
| Reinado                                       | Nome comum Local de nascimento                        | Imagem                                                                           | Nome pessoal e título ao nascer/ antes de se tornar imperador | Nome imperial | Notas |
| --------------------------------------------- | ----------------------------------------------------- | -------------------------------------------------------------------------------- | ------------------------------------------------------------- | --- | --- |
| 7 de Fevereiro de 457 a 18 de Janeiro de 474  | Leão I O Grande O Trácio O Açougueiro Dácia Aureliana |                                                                                  | LEO MARCELLUS FLAVIVS VALERIVS LEO                            | IMPERATOR CAESAR FLAVIVS VALERIVS LEO AVGVSTVS DOMINVS NOSTER FLAVIVS NOVVS LEO AVGVSTVS | Nascido na Dácia ca. 400, e de origem bessiana, Leão tornou-se um oficial de baixa patente e serviu como assistente do comandante em chefe gótico do exército de Aspar, que o escolheu como imperador na morte de Marciano. Ele foi o primeiro imperador a ser coroado pelo Patriarca de Constantinopla. Seu reinado foi marcado pela pacificação da fronteira do Danúbio e pela paz com a Pérsia, o que lhe permitiu intervir nos assuntos do império ocidental, apoiando candidatos ao trono e enviando uma expedição para recuperar Cartago dos vândalos em 468. Inicialmente um fantoche de Aspar, Leão começou a promover os isaurianos como contrapeso aos godos de Aspar, casando sua filha Ariadne com o líder isauriano Tarasicodissa (Zenão). Com o apoio deles, em 471, Aspar foi assassinado e o poder gótico sobre o exército foi quebrado. |
| 18 de Novembro de 473 a 18 de Janeiro de 474  | Leão II O Jovem O Pequeno                             |                                                                                  | FLAVIVS LEO                                                   | | Coimperador com o avô Leão I. |
| 18 de Janeiro de 474 a 10 de Novembro de 474  | Leão II O Jovem O Pequeno                             | IMPERATOR CAESAR FLAVIVS LEO AVGVSTVS DOMINVS NOSTER FLAVIVS LEO IVNIOR AVGVSTVS | FLAVIVS LEO                                                   | Nascido em 468, ele era neto de Leão I pela filha de Leão, Ariadne, e seu marido isauriano, Zenão. Ele foi elevado a César em 18 de novembro de 473. Leão subiu ao trono após a morte de seu avô, em 19 de janeiro de 474. Ele coroou seu pai Zenão como co-imperador e regente efetivo em 10 de novembro de 474. Ele morreu pouco depois, em 10 de novembro de 474. | |
| 9 de Fevereiro de 474 a 10 de Novembro de 474 | Zenão Tarasis Zenópolis, Isáuria                      |                                                                                  | TARASIS CODISA ROUSOMBLADADIOTES FLAVIVS ZENO                 | | Co-imperador com o filho Leão II. |
| 10 de Novembro de 474 a 9 de Janeiro de 475   | Zenão Tarasis Zenópolis, Isáuria                      | IMPERATOR CAESAR FLAVIVS ZENO AVGVSTVS DOMINVS NOSTER FLAVIVS ZENO AVGVSTVS      | TARASIS CODISA ROUSOMBLADADIOTES FLAVIVS ZENO                 | Nascido ca. 425 em Isauria, originalmente chamado Tarasicodissa. Como líder dos soldados isaurianos de Leão I, ele se tornou doméstico das escolas, casou-se com a filha do imperador (Ariadne) e adotou o nome de Zenão, e desempenhou um papel crucial na eliminação de Aspar e seus godos. Ele foi nomeado co-imperador por seu filho em 9 de fevereiro de 474 e tornou-se o único governante após a morte deste, mas teve que fugir para seu país natal antes de Basilisco em 475, recuperando o controle da capital em 476. Zenão concluiu a paz com os vândalos, enfrentou desafios contra ele por Illus e Verina e garantiu a paz nos Bálcãs , seduzindo os ostrogodos sob Teodorico, o Grande, a migrar para a Itália. O reinado de Zenão também viu o fim da linha ocidental de imperadores. Sua postura pró-monofisista tornou-o impopular e sua promulgação do edito Henótico resultou no cisma acaciano com o papado. | |
| 9 de Janeiro de 475 a Agosto de 476           | Basilisco                                             |                                                                                  | FLAVIVS BASILISCVS                                            | IMPERATOR CAESAR FLAVIVS BASILISCVS AVGVSTVS | General e cunhado de Leão I, ele tomou o poder de Zenão, mas foi novamente deposto por ele. Morreu em 476/477. |
| 9 de Janeiro de 475 a Agosto de 476           | Marco                                                 |                                                                                  | FLAVIVS MARCVS AVGVSTVS                                       | IMPERATOS CAESAR FLAVIVS MARCVS AVGVSTVS | Filho do general e usurpador Basilisco e sua esposa Zenonis. Aclamado césar em 475, foi depois promovido a augusto, reinando como coimperador com o pai. Moedas chegaram a ser cunhadas em seu nome e de Leão II. Quando Zenão reconquistou Constantinopla no final de agosto de 476, Marcos e seus pais se refugiaram numa igreja em busca de santuário. Zenão prometeu não machucá-los e exilou-os em Límnas, na Capadócia, e lá mandou matá-los de fome. |
| Agosto de 476 a 9 de Abril de 491             | Zenão Tarasis Zenópolis, Isáuria                      |                                                                                  | TARASIS CODISA ROUSOMBLADADIOTES FLAVIVS ZENO                 | IMPERATOR CAESAR FLAVIVS ZENO AVGVSTVS | Governa pela segunda vez, após a deposição de Basilisco. |
| 477 a 484                                     | Hunerico                                              |                                                                                  |                                                               | | Reivindicou a posição de imperador no norte da África. |
| 479 a 480                                     | Marciano                                              |                                                                                  | FLAVIVS MARCIANVS                                             | | Usurpador em Constantinopla, Galácia e Cilícia. |
| 484                                           | Justasas                                              |                                                                                  |                                                               | | Usurpador na Palestina. |
| 484 a 488                                     | Leôncio Dalisando                                     |                                                                                  |                                                               | | Usurpador na Cilícia e Síria. |
| 484 a 494                                     | Masties                                               |                                                                                  |                                                               | | Usurpador na Numídia. |
| 490 a 493                                     | Odoacro                                               |                                                                                  | FLAVIVS ODOVACER                                              | | Usurpador na Itália. |
| 11 de Abril de 491 a 9 de Julho de 518        | Anastácio I Dicoro Dirráquio                          |                                                                                  | FLAVIVS ANASTASIVS                                            | IMPERATOR CAESAR FLAVIVS ANASTASIVS AVGVSTVS DOMINVS NOSTER FLAVIVS ANASTASIVS AVGVSTVS DICORVS | Nascido ca. 430 em Dirráquio, era um oficial do palácio (silenciário) quando foi escolhido como marido e imperador pela imperatriz Ariadne. Ele foi apelidado de "Dicoro" (latim: Dicorus), por causa de sua heterocromia. Anastácio reformou o sistema tributário e a cunhagem bizantina e provou ser um governante frugal, de modo que, ao final de seu reinado, deixou um excedente substancial. Suas simpatias por monofisistas levaram a uma oposição generalizada, principalmente a revolta de Vitaliano e o cisma acaciano . Seu reinado também foi marcado pelos primeiros ataques búlgaros aos Balcãs e por uma guerra com a Pérsia sobre a fundação de Dara. Ele morreu sem filhos. |
| 491 a 492                                     | Longino Isáuria                                       |                                                                                  | FLAVIVS LONGINUS                                              | | Usurpador em Constantinopla. |
| 496 a 497                                     | Burdunello Hispânia                                   |                                                                                  |                                                               | | Usurpador na Hispânia. |
| 513 a 515                                     | Vitaliano Zaldapa, Mésia Inferior                     |                                                                                  | FLAVIVS VITALIANVS                                            | | Usurpador na Trácia e na Mésia. |

## Dinastia justiniana (518 - 602)
| Reinado                                    | Nome comum Local de nascimento | Imagem                                                  | Nome pessoal e título ao nascer/ antes de se tornar imperador | Nome imperial | Notas |
| ------------------------------------------ | ------------------------------ | ------------------------------------------------------- | ------------------------------------------------------------- | --- | --- |
| Julho de 518 a 1 de Agosto de 527          | Justino I Bederiana            |                                                         | ISTOK FLAVIVS IVSTINVS                                        | IMPERATOR CAESAR FLAVIVS IVSTINVS AVGVSTVS | Nascido c. 450 em Bederiana (Justiniana Prima),Dardania. Oficial e comandante do guarda-costas do Excubitor sob Anastácio I, ele foi eleito pelo exército e pelo povo após a morte do imperador. |
| 1 de Agosto de 527 a 14 de Novembro de 565 | Justiniano O Grande Taurésio   |                                                         | PETRUS SABATIVS                                               | IMPERATOR CAESAR FLAVIVS PETRVS SABBATIVS IVSTINIANVS AVGVSTVS                                                                                           | Nascido em 482/483 em Taurésio (Taor), Macedônia . Sobrinho de Justino I, possivelmente criado como co-imperador em 1 de abril de 527. Subiu ao trono após a morte de seu tio. Tentou restaurar os territórios ocidentais do Império, reconquistando a Itália, o norte da África e partes da Espanha. Também responsável pelo corpus juris civilis, ou o "corpo do direito civil", que é a base do direito para muitas nações europeias modernas. |
| 1 de Agosto de 527 a 28 de Junho de 548    | Teodora I Chipre               |                                                         | THEODORA                                                      | THEODORA AVGVSTA | Esposa de Justiniano, foi elevada a categoria de co-imperatriz e Augusta no seu casamento. Morreu de câncer em 548. |
| 529                                        | Juliano ben Sabar              |                                                         | IVLIANVS SABARIDES                                            | | Usurpador na Palestina. |
| 532                                        | Flávio Hipácio                 |                                                         | FLAVIVS HYPATIVS                                              | | Usurpador em Constantinopla durante a Revolta de Nica. |
| 533 a 547                                  | Teodeberto I                   |                                                         | THEODEBERTVS VICTOR                                           | | Reivindicou o título de imperador na Gália. |
| 535 a 536                                  | Teodato                        |                                                         | FLAVIVS THEODAHATVS                                           | | Reivindicou o título de imperador no Norte da Itália. |
| 537                                        | João Cotistis                  |                                                         |                                                               | | Usurpador na Mesopotâmia. |
| 541 a 552                                  | Totila                         |                                                         |                                                               | | Usurpador na Itália. |
| 14 de Novembro de 565 a Novembro de 573    | Justino II O Jovem             |                                                         | FLAVIVS IVSTINVS IVNIOR                                       | IMPERATOR CAESAR FLAVIVS IVSTINVS AVGVSTVS | Nascido c. 520. Sobrinho de Justiniano I, ele assumiu o trono com a morte do tio, com o apoio do exército e do Senado. Tornou-se louco, daí em 573-578 esteve sob a regência de sua esposa Sophia, e em 574-578 sob a regência de Tibério Constantino. |
| Novembro de 573 a 5 de Outubro de 578      | Justino II O Jovem             |                                                         | FLAVIVS IVSTINVS IVNIOR                                       | Louco, sob regência de Sofia e Tibério Constantino. | |
| 572 a 586                                  | Leovigildo                     |                                                         | FLAVIVS LEOVIGILDVS                                           | | Reivindicou o título imperial na Hispânia. |
| Novembro de 573 a 5 de Outubro de 578      | Élia Sofia                     |                                                         | AELIA SOPHIA                                                  | AELIA SOPHIA AVGVSTA | Regente de Justino II depois que ele perdeu a sanidade, sendo sua regente até a morte dele, em 578. |
| 7 de Dezembro de 574 a 5 de Outubro de 578 | Tibério II                     |                                                         | TIBERIVS CONSTANTINVS                                         | | Co-regente com a imperatriz Élia Sofia. |
| 5 de Outubro de 578 a 14 de Agosto de 582  | Tibério II                     | IMPERATOR CAESAR FLAVIVS TIBERIVS CONSTANTINVS AVGVSTVS | TIBERIVS CONSTANTINVS                                         | Nascido c. 535, comandante dos Excubitors , amigo e filho adotivo de Justino. Foi nomeado César e regente em 574. Sucedeu Justino II após a morte deste. | |
| 14 de Agosto de 582 a Novembro de 602      | Maurício Arabisso              |                                                         | FLAVIVS MAVRICIVS TIBERIVS                                    | IMPERATOR CAESAR FLAVIVS MAVRICIVS TIBERIVS AVGVSTVS | Nascido em 539 em Arabisso, na Capadócia . Tornou-se um oficial e depois um general. Casou-se com a filha de Tibério II e o sucedeu após sua morte. Nomeou seu filho Teodósio como co-imperador em 590. Deposto por Focas e executado em 27 de novembro de 602 em Calcedônia. |
| 590 a 602                                  | Teodósio                       |                                                         | THEODOSIVS                                                    | IMPERATOR CAESAR THEODOSIVS AVGVSTVS | Filho de Maurício, governou com seu pai até a morte de ambos em 602. |
| 583 a 588                                  | Abaskiron                      |                                                         |                                                               | | Usurpador no Egito. |
| 584 a 590                                  | Autário                        |                                                         | FLAVIVS AVTARIVS                                              | | Usurpador e invasor de terras bizantinas no Norte da Itália. |

## Sem dinastia (602 - 610)
| Reinado               | Nome comum Local de nascimento | Imagem | Nome pessoal e título ao nascer/ antes de se tornar imperador | Nome imperial                            | Notas |
| --------------------- | ------------------------------ | ------ | ------------------------------------------------------------- | ---------------------------------------- | --- |
| Novembro de 602 a 610 | Focas O Tirano                 |        | FLAVIVS PHOCAS                                                | IMPERATOR CAESAR FLAVIVS PHOCAS AVGVSTVS | Subalterno no exército dos Balcãs, ele liderou uma rebelião que depôs Maurício. Cada vez mais impopular e tirânico, ele foi deposto e executado por Heráclio. |

## Dinastia heracliana (610 - 695)
| Reinado                                       | Nome comum Local de nascimento | Imagem                                                   | Nome pessoal e título ao nascer/ antes de se tornar imperador | Nome imperial | Notas |
| --------------------------------------------- | ------------------------------ | -------------------------------------------------------- | ------------------------------------------------------------- | --- | --- |
| 5 de Outubro de 610 a 11 de Fevereiro de 641  | Heráclio O Jovem               |                                                          | FLAVIVS HERACLIVS                                             | IMPERATOR CAESAR FLAVIVS HERACLIVS AVGVSTVS | Nascido c. 575 como o filho mais velho do exarca da África, Heráclio, o Velho. Começou uma revolta contra Focas em 609 e o depôs em outubro de 610. Levou a Guerra Bizantina-Sassânida de 602 a 628 a uma conclusão bem-sucedida, mas não conseguiu impedir a conquista muçulmana da Síria. Oficialmente substituiu o latim pelo grego como a língua da administração. |
| 610 a 611                                     | Comencíolo                     |                                                          |                                                               | | Usurpador na Galácia. |
| 616 a 617                                     | João de Conza                  |                                                          | IOANNES COMPSINUS                                             | | Usurpador no Sul da Itália. |
| 619 a 620                                     | Eleutério                      |                                                          |                                                               | | Usurpador na Itália. |
| 637                                           | João Atalarico                 |                                                          | IOANNES ATALARICHOS                                           | | Usurpador em Constantinopla. |
| 11 de Fevereiro de 641 a Setembro de 641      | Martina                        |                                                          | MARTINA                                                       | | Regente de Heraclonas e Constantino III até sua deposição em Setembro de 641. |
| 22 de Janeiro de 613 a 11 de Fevereiro de 641 | Constantino III                |                                                          | HERACLIVS NOVVS CONSTANTINVS                                  | | Co-imperador com seu pai Heráclio. |
| 11 de Fevereiro de 641 a 26 de Maio de 641    | Constantino III                | IMPERATOR CAESAR HERACLIVS NOVVS CONSTANTINVS AVGVSTVS   | HERACLIVS NOVVS CONSTANTINVS                                  | Nascido em 3 de maio de 612 como filho mais velho de Heráclio por sua primeira esposa Fábia Eudócia. Nomeado co-imperador em 613, ele conseguiu trono com seu irmão mais novo, Heraclonas, após a morte de Heráclio. Morreu de tuberculose, supostamente envenenado pela imperatriz Martina. | |
| 638 a 26 de Maio de 641                       | Heraclonas                     |                                                          | FLAVIVS CONSTANTINVS HERACLIVS                                | | Co-imperador com seu pai Heráclio e irmão Constantino III. |
| 26 de Maio de 641 a Setembro de 641           | Heraclonas                     | IMPERATOR FLAVIVS CONSTANTINVS HERACLIVS AVGVSTVS        | FLAVIVS CONSTANTINVS HERACLIVS                                | Nascido em 626 da segunda esposa de Heráclio, Martina, nomeado co-imperador em 638. Conseguiu trono com Constantino III após a morte de Heráclio. Imperador único após a morte de Constantino III, sob a regência de Martina, mas foi forçado a nomear co-imperador Constante II pelo exército, e foi deposto pelo Senado em setembro de 641.                                                                 | |
| 26 de Maio de 641 a Setembro de 641           | Constante II O Barbudo         |                                                          | FLAVIVS/HERACLIVS CONSTANTINVS                                | | Co-imperador com seu tio Heraclonas. |
| Setembro de 641 a 15 de Setembro de 668       | Constante II O Barbudo         | IMPERATOR CAESAR FLAVIVS/HERACLIVS CONSTANTINVS AVGVSTVS | FLAVIVS/HERACLIVS CONSTANTINVS                                | Nascido em 7 de novembro de 630, filho de Constantino III. Criado como co-imperador no verão de 641, após a morte de seu pai devido à pressão do exército, ele se tornou o único imperador após a abdicação forçada de seu tio Heraklonas. Batizado de Heráclio, ele reinou como Constantino. "Constante" é o apelido dele. Mudou-se para Siracusa, onde foi assassinado, possivelmente por ordem de Mecécio. | |
| Setembro de 641 a Janeiro de 642              | David Tibério                  |                                                          | FLAVIVS TIBERIVS AVGVSTVS                                     | | Filho de Heráclio, reinou junto a seu sobrinho Constante II até sua morte em 642. |
| 659 a 681                                     | Heráclio                       |                                                          | FLAVIVS HERACLIVS AVGVSTVS                                    | | Filho de Constante, reinou junto a seus irmãos Constantino e Tibério até morrer em 681. |
| 659 a 681                                     | Tibério                        |                                                          | FLAVIVS TIBERIVS AVGVSTVS                                     | | Filho de Constante, reinou junto a seus irmãos Constantino e Heráclio até morrer em 681. |
| 643                                           | Maurício O Cartulário          |                                                          | MAURIKIOS HO CARTOULARIOS                                     | | Usurpador em Roma. |
| 646 a 648                                     | Gregório O Patrício            |                                                          | PHLABIOS GREGORIOS                                            | | Usurpador na África. |
| 650 a 652                                     | Olímpio                        |                                                          |                                                               | | Usurpador na Itália. |
| 651 a 653                                     | Teodoro Restúnio               |                                                          | THEODOROS RECHTOUNI PASAGHNATES                               | | Usurpador na Armênia. |
| 667 a 668                                     | Sabório                        |                                                          |                                                               | | Usurpador no Ponto. |
| 654 a 15 de Setembro de 668                   | Constantino IV O Jovem         |                                                          | FLAVIVS CONSTANTINVS                                          | | Co-imperador com seu pai Constante II e seus irmãos Heráclio e Tibério. |
| 15 de Setembro de 668 a Setembro de 685       | Constantino IV O Jovem         | IMPERATOR CAESAR FLAVIVS CONSTANTINVS AVGVSTVS           | FLAVIVS CONSTANTINVS                                          | Nascido em 652, assumiu o trono após o assassinato de seu pai Constante II. Erroneamente chamado de "Constantino, o Barbudo" pelos historiadores através da confusão com seu pai. Ele chamou o Terceiro Conselho de Constantinopla, que condenou a heresia do monotelismo, repeliu o Primeiro Cerco Árabe de Constantinopla e morreu de disenteria.                                                           | |
| 668 a 669                                     | Mecécio                        |                                                          | MIZIZIOS GNOUNI                                               | | Imperador rival na Sicília. |
| 681 a Setembro de 685                         | Justiniano II O Nariz Cortado  |                                                          | FLAVIVS IVSTINIANVS                                           | | Co-imperador com seu pai Constantino IV. |
| Setembro de 685 a 695                         | Justiniano II O Nariz Cortado  | IMPERATOR FLAVIVS IVSTINIANVS AVGVSTVS                   | FLAVIVS IVSTINIANVS                                           | Nascido em 669, filho de Constantino IV, foi nomeado co-imperador em 681 e tornou-se o único imperador após a morte de Constantino IV. Deposto pela revolta militar em 695, mutilado (daí seu sobrenome) e exilado para Cherson, de onde ele recuperou seu trono em 705. | |

## Anarquia dos 20 Anos (695 - 717)
| Reinado                              | Nome comum Local de nascimento | Imagem | Nome pessoal e título ao nascer/ antes de se tornar imperador | Nome imperial                                          | Notas |
| ------------------------------------ | ------------------------------ | ------ | ------------------------------------------------------------- | ------------------------------------------------------ | --- |
| 695 a 698                            | Leôncio                        |        | LEONTIVS                                                      | IMPERATOR CAESAR LEONTIVS AVGVSTVS                     | General de Isáuria, depôs Justiniano II e foi derrubado em outra revolta em 698. Foi executado em fevereiro de 706. |
| 698 a 705                            | Tibério III                    |        | APSIMAR                                                       | DOMINVS NOSTER TIBERIVS PERPETVVS AVGVSTVS             | Almirante de origem germânica, originalmente chamado Apsimar. Ele se rebelou contra Leôncio após uma expedição fracassada. Reinou sob o nome de Tibério até ser deposto por Justiniano II em 705. Executado em fevereiro de 706.           |
| 705 a 711                            | Justiniano II O Nariz Cortado  |        | FLAVIVS IVSTINIANVS                                           | IMPERATOR FLAVIVS IVSTINIANVS AVGVSTVS                 | Retornou ao trono com o apoio de Bulgar. Nomeou o filho Tibério como co-imperador em 706. Deposto e morto por revolta militar. |
| 706 a 711                            | Tibério                        |        | FLAVIVS TIBERIVS AVGVSTVS                                     |                                                        | Filho de Justiniano II, reinou junto a seu pai até ser executado em 711. |
| 711 a 3 de Junho de 713              | Filípico O Armênio             |        | BARDANES                                                      | AUTOKRATOR PHILIPPIKKOS BARDANES, BASILEUS TON ROMAION | Um general de origem armênia , ele depôs Justiniano II e, por sua vez, foi derrubado por uma revolta das tropas do Tema Opsiciano. |
| 3 de Junho de 713 a Novembro de 715  | Anastácio II                   |        | ARTEMIOS ANASTASIOS                                           | AUTOKRATOR ARTEMIOS ANASTASIOS, BASILEUS TON ROMAION   | Originalmente chamado Artêmio. Burocrata e secretário de Filípico, ele foi elevado ao roxo pelos soldados que o derrubaram. Deposto por outra revolta militar, ele liderou uma tentativa abortada de recuperar o trono em 718 e foi morto. |
| Novembro de 715 a 25 de Março de 717 | Teodósio III                   |        | THEODOSIOS KONSTANTINOS                                       | DOMINVS NOSTER THEODOSIVS PERPETVVS AVGVSTVS           | Oficial fiscal, ele foi proclamado imperador pelas tropas rebeldes do Tema Opsiciano. Entrou em Constantinopla em novembro de 715. Abdicou após a revolta de Leão, o Isauriano, e tornou-se monge.                                         |

## Dinastia isaura (717 - 802)
| Reinado                                      | Nome comum Local de nascimento | Imagem                                 | Nome pessoal e título ao nascer/ antes de se tornar imperador | Nome imperial | Notas |
| -------------------------------------------- | ------------------------------ | -------------------------------------- | ------------------------------------------------------------- | --- | --- |
| 25 de Março de 717 a 18 de Junho de 741      | Leão III O Isauro              |                                        | PHLABIOS LEON                                                 | LEON HO ISAURUS, BASILEUS TON ROMAION | Nascido c. 685 em Germanikeia, Commagene, ele se tornou general. Levantou-se em rebelião e conquistou o trono na primavera de 717. Repeliu o Segundo Cerco Árabe de Constantinopla e iniciou o processo de iconoclastia bizantino. |
| 717 a 718                                    | Basílio Onomágulo              |                                        | TIBERIOS BASILEIOS ONOMAGOULOS                                | | Usurpador na Sicília com um certo Sérgio. |
| 727                                          | Kosmas                         |                                        |                                                               | | Imperador rival na Tessália. |
| 729 a 730                                    | Tibério Petásio                |                                        | TIBERIOS PETASIUS                                             | | Imperador rival na Itália. |
| 737                                          | Beser                          |                                        | BESEROS TIBERIOS                                              | | Usurpador na Síria. Alegava ser Tibério, filho de Justiniano II. |
| 720 a 18 de Junho de 741                     | Constantino V Coprônimo        |                                        | KONSTANTINOS                                                  | | Co-imperador com seu pai Leão III. |
| 18 de Junho de 741 a 14 de Setembro de 775   | Constantino V Coprônimo        | KONSTANTINOS, BASILEUS TON ROMAION     | KONSTANTINOS                                                  | Nascido em julho de 718, filho único de Leão III. Coimperador desde 720, sucedeu seu pai após a morte deste. Depois de superar a usurpação de Artavasdo, ele continuou as políticas iconoclastas de seu pai e conquistou várias vitórias contra os árabes e os búlgaros. Ele recebeu o sobrenome "nascido do estrume" por cronistas hostis posteriores. | |
| Junho de 742 a 2 de Novembro de 743          | Artavasdo                      |                                        | ARTABASDOS HO EIKONOPHILOS                                    | ARTABASDOS, BASILEUS TON ROMAION | Geral e genro de Leão III, Conde do Tema Opsiciano. Liderou uma revolta que garantiu Constantinopla, mas foi derrotada e deposta por Constantino V, que o cegou e o tonsurou. |
| Junho de 742 a 2 de Novembro de 743          | Nicéforo                       |                                        |                                                               | | Filho de Artavasdo, reinou junto a seu pai até ambos serem depostos em 743. |
| 766                                          | Constantino Podopaguro         |                                        | KONSTANTINOS HO PODOPAGOUROS                                  | | Usurpador em Constantinopla. |
| 774 a 787                                    | Arequis II de Benevento        |                                        |                                                               | | Invasor e usurpador de terras no Sul da Itália. |
| 751 a 14 de Setembro de 775                  | Leão IV O Cazar                |                                        | LEON HO CHAZAROS                                              | | Co-imperador com seu pai, Constantino V. |
| 14 de Setembro de 775 a 8 de Setembro de 780 | Leão IV O Cazar                | DOMINVS NOSTER LEON PERPETVVS AVGVSTVS | LEON HO CHAZAROS                                              | Nascido em 25 de janeiro de 750 como filho mais velho de Constantino V. Co-imperador desde 751, sucedeu seu pai após a morte deste. | |
| 780 a 790                                    | Irene A Ateniense Atenas       |                                        | EIRENE SARANTAPECHAINA HE ATENAIA                             | EIRENE AUGUSTA, BASILISSA TON ROMAION | Regente de Constantino VI até ser deposta por este em 790. |
| 776 a 790                                    | Constantino VI O Cego          |                                        | KONSTANTINOS                                                  | | Co-imperador com seu pai, Leão IV, até a morte deste em 775. Depois, sob regência de sua mãe, Irene, até derrubá-la em um golpe de estado em 790. |
| 790 a Agosto de 797                          | Constantino VI O Cego          | KONSTANTINOS, BASILEUS TON ROMAION     | KONSTANTINOS                                                  | Nascido em 771, filho único de Leão IV. Co-imperador em 776, único imperador após a morte de Leão em 780, até 790 sob a regência de sua mãe, Irene de Atenas. Ele foi derrubado por ordem de Irene, cego e preso, provavelmente morrendo de seus ferimentos logo depois.                                                                                | |
| 781 a 792                                    | Elpídio                        |                                        |                                                               | | Usurpador na Sicília, aliado ao Califado Abássida. |
| 792                                          | Aleixo Mosele                  |                                        | ALEXIOS MOUSELE                                               | | Usurpador (?) em Constantinopla. |
| Agosto de 797 a 31 de Outubro de 802         | Irene A Ateniense Atenas       |                                        | EIRENE SARANTAPECHAINA HE ATENAIA                             | EIRENE AUGUSTA, BASILISSA TON ROMAION | Nascida c. 752 em Atenas , casou-se com Leão IV. Regente para seu filho Constantino VI, em 780–790, ela o derrubou em 797 e tornou-se imperadora. Em 787, ela ordenou o Segundo Concílio de Niceia, que condenou a prática do iconoclastia e restaurou a veneração dos ícones à prática cristã. Deposta em um golpe de estado em 802, foi exilada e morreu em 9 de agosto de 803. |

## Dinastia niceforiana (802 - 813)
| Reinado                                   | Nome comum Local de nascimento | Imagem                           | Nome pessoal e título ao nascer/ antes de se tornar imperador | Nome imperial | Notas |
| ----------------------------------------- | ------------------------------ | -------------------------------- | ------------------------------------------------------------- | --- | --- |
| 31 de Outubro de 802 a 26 de Julho de 811 | Nicéforo I O Logóteta          |                                  | NIKEPHOROS GABALAS HO LOGOTHETES                              | NIKEPHOROS, BASILEUS TON ROMAION | Logothetes tou genikou (ministro geral das finanças), sob Irene, liderou inicialmente campanhas bem-sucedidas contra os búlgaros, mas foi morto na Batalha de Pliska.                                                                                  |
| 803                                       | Vardanes, o Turco              |                                  | BARDANES HO TOURKOS                                           | | Imperador rival na Frígia e na Bitínia. |
| 808                                       | Arsabero                       |                                  | ARSABER KAMSARAKAN                                            | | Usurpador em Constantinopla. |
| Dezmebro de 803 a 26 de Julho de 811      | Estaurácio                     |                                  | STAURAKIOS                                                    | | Co-imperador com seu pai Nicéforo I. |
| 26 de Julho de 811 a 2 de Outubro de 811  | Estaurácio                     | STAURAKIOS, BASILEUS TON ROMAION | STAURAKIOS                                                    | Filho único de Nicéforo I, coroado co-imperador em dezembro de 803. Sucedeu seu pai na morte deste; no entanto, ele havia sido gravemente ferido em Pliska e deixado paralisado. Ele foi forçado a renunciar e se retirou para um mosteiro onde morreu pouco depois. | |
| 2 de Outubro de 811 a 11 de Julho de 813  | Miguel I                       |                                  | MICHAEL RANGABE                                               | AUTOKRATOR MICHAEL, BASILEUS TON ROMAION | Genro de Nicéforo I, sucedeu a Estaurácio em sua abdicação. Renunciou após a revolta sob o comando de Leão, o armênio, e retirou-se para um mosteiro, onde morreu em 11 de janeiro de 844. Reinou com o filho mais velho Teofilacto como co-imperador. |
| 2 de Outubro de 811 a 11 de Julho de 813  | Teofilacto                     |                                  |                                                               | AUTOKRATOR THEOPHYLAKTOS, BASILEUS TON ROMAION | Filho de Miguel I, reinou junto a seu pai até ambos serem depostos em 813. |

## Sem dinastia (813 - 820)
| Reinado                                    | Nome comum Local de nascimento | Imagem | Nome pessoal e título ao nascer/ antes de se tornar imperador | Nome imperial                                 | Notas |
| ------------------------------------------ | ------------------------------ | ------ | ------------------------------------------------------------- | --------------------------------------------- | --- |
| 11 de Julho de 813 a 25 de Dezembro de 820 | Leão V O Armênio               |        | LEON HO EX ARMENIAS                                           | AUTOKRATOR LEON, BASILEUS TON ROMAION         | Geral de origem armênia, nascido c. 755. Ele se rebelou contra Miguel I e se tornou imperador. Nomeado seu filho, Simbácio, co-imperador sob o nome de Constantino, no Natal de 813. Reviveu a iconoclastia bizantina. Assassinado por uma conspiração liderada por Miguel, o amoriano. |
| 11 de Julho de 813 a 25 de Dezembro de 820 | Simbácio-Constantino           |        |                                                               | AUTOKRATOR KONSTANTINOS, BASILEUS TON ROMAION | Filho de Leão V, reinou junto a seu pai até ambos serem depostos em 813. |

## Dinastia amoriana (820 - 867)
| Reinado                                       | Nome comum Local de nascimento     | Imagem                                      | Nome pessoal e título ao nascer/ antes de se tornar imperador | Nome imperial | Notas |
| --------------------------------------------- | ---------------------------------- | ------------------------------------------- | ------------------------------------------------------------- | --- | --- |
| 25 de Dezembro de 820 a 2 de Outubro de 829   | Miguel II O Amoriano O Gago Amório |                                             | MIKHAEL HO PSELLOS                                            | AUTOKRATOR MIKHAEL HO PSELLOS, BASILEUS TON ROMAION | Nascido em 770 em Amório, tornou-se oficial do exército. Amigo de Leão V, ele foi criado para altos cargos, mas liderou a conspiração que o assassinou. Sobreviveu à rebelião de Tomás, o Eslavo, perdeu Creta para os árabes e enfrentou o início da conquista muçulmana da Sicília , reforçou a iconoclastia. |
| 821 a 823                                     | Tomás, o Eslavo                    |                                             | THOMAS KONSTANTINOS                                           | | Imperador rival (autodenominado Constantino VI), na Trácia. |
| 826 a 827                                     | Eufêmio                            |                                             | EUPHEMIOS                                                     | | Usurpador na Sicília. |
| 821 a 2 de Outubro de 829                     | Teófilo                            |                                             | THEOPHILOS                                                    | | Co-imperador com seu pai Miguel II. |
| 2 de Outubro de 829 a 20 de Janeiro de 842    | Teófilo                            | AUTOKRATOR THEOPHILOS, BASILEUS TON ROMAION | THEOPHILOS                                                    | Nascido em 813, como o único filho de Michael II. Co-imperador desde 821, subiu ao trono após a morte de seu pai. | |
| 838 a 839                                     | Teófobo O Persa                    |                                             | NASAR THEOPHOBOS HO PERSES                                    | | Usurpador na Paflagônia (Tema Armeníaco). |
| 20 de Janeiro de 842 a 20 de Novembro de 855  | Teodora II A Armênia               |                                             | THEODORA                                                      | | Regente de Miguel III enquanto este era de menor idade. |
| 20 de Janeiro de 842 a 20 de Novembro de 855  | Teoctisto                          |                                             | THEOKTISTOS                                                   | | Regente de Miguel III enquanto este era de menor idade. |
| 20 de Janeiro de 842 a 20 de Novembro de 855  | Miguel III O Ébrio O Alcoólatra    |                                             | MIKHAEL HO METHYSTES                                          | | Na menoridade, foi regido por sua mãe Teodora e Teoctisto. |
| 20 de Novembro de 855 a 23 de Setembro de 867 | Miguel III O Ébrio O Alcoólatra    | AUTOKRATOR MIKHAEL, BASILEUS TON ROMAION    | MIKHAEL HO METHYSTES                                          | Nascido em 19 de janeiro de 840, filho de Teófilo, ele foi entronizado após a morte do seu pai. Sob a regência de sua mãe Teodora até 856, e sob o controle efetivo de seu tio Bardas em 862-866. Iconoclastia finalizada. Assassinado por Basílio, o Macedônio. Governante libidinoso, que gostava dos prazeres da corte, ele foi apelidado de "o Bêbado" por mais tarde, cronistas pró-Basílio. | |
| 862 a 866                                     | Bardas                             |                                             | BARDAS                                                        | | Feito herdeiro e co-imperador de Miguel III até ser assassinado por Basílio, o Macedônio. |
| 844 a 863                                     | Karbeas                            |                                             |                                                               | | Usurpador na Armênia. |
| 865 a 889                                     | Bóris I da Bulgária                |                                             | BOGORIS MIKHAEL                                               | | Invasor de diversas terras na Trácia, conquistando-as para o seu reino. |
| 866 a 867                                     | Simbácio                           |                                             |                                                               | | Usurpador no Tema Tracesiano. |

## Dinastia macedónica (867 - 1056)
| Reinado                                                 | Nome comum Local de nascimento                  | Imagem                                        | Nome pessoal e título ao nascer/ antes de se tornar imperador | Nome imperial | Notas |
| ------------------------------------------------------- | ----------------------------------------------- | --------------------------------------------- | ------------------------------------------------------------- | --- | --- |
| Maio de 867 a 23 de Setembro de 867                     | Basílio I O Macedônio                           |                                               | BASILEIOS MAKEDON                                             | | Co-imperador com Miguel III. |
| 23 de Setembro de 867 a 2 de Agosto de 886              | Basílio I O Macedônio                           | AUTOKRATOR BASILEIOS, BASILEUS TON ROMAION    | BASILEIOS MAKEDON                                             | Nascido no tema da Macedônia ca. 811, ele se destacou pelo serviço do palácio, tornando-se o favorito de Miguel III. Ele derrubou Miguel e estabeleceu a dinastia macedônia. Ele liderou guerras bem-sucedidas no Oriente contra os árabes e os paulicianos e recuperou o sul da Itália para o Império. | |
| 868 a 879                                               | Constantino                                     |                                               | KONSTANTINOS PORPHYROGENNETOS                                 | | Co-imperador com o pai, Basílio I, até sua morte em 879. |
| 870 a 2 de Agosto de 886                                | Leão VI O Sábio O Filósofo                      |                                               | LEON PORPHYROGENNETOS HO SOPHOS                               | | Co-imperador com Basílio I e Constantino. |
| 2 de Agosto de 886 a 11 de Maio de 912                  | Leão VI O Sábio O Filósofo                      | AUTOKRATOR LEON, BASILEUS TON ROMAION         | LEON PORPHYROGENNETOS HO SOPHOS                               | Nascido em 19 de setembro de 866, filho legítimo de Basílio I ou filho ilegítimo de Miguel III, Leão era conhecido por sua erudição. Seu reinado viu ataques navais dos sarracenos, culminando no saque de Tessalônica, e foi marcado por guerras mal sucedidas contra os búlgaros sob Simão I. | |
| 906 a 907                                               | Andrônico Ducas                                 |                                               | ANDRONIKOS DOUKAS                                             | | Usurpador no Tema Anatólico. |
| 879 a 11 de Maio de 912                                 | Alexandre                                       |                                               | ALEXANDROS PORPHYROGENNETOS                                   | | Coimperador com Basílio I e Leão VI. |
| 11 de Maio de 912 a 6 de Junho de 913                   | Alexandre                                       | AUTOKRATOR ALEXANDROS, BASILEUS TON ROMAION   | ALEXANDROS PORPHYROGENNETOS                                   | Filho de Basílio I, Alexandre nasceu em 870 e foi co-imperador em 879. Afastado por Leão VI, Alexandre dispensou os principais assessores de seu irmão após sua ascensão. Ele morreu de exaustão após um jogo de polo. | |
| 913 a 914                                               | Nicolau Místico                                 |                                               | NIKOLAS MYSTIKOS                                              | | Regente de Constantino VII quando este era de menor idade. |
| 913                                                     | Constantino Ducas                               |                                               | KONSTANTINOS DOUKAS                                           | | Usurpador em Constantinopla. |
| 914 a 17 de Dezembro de 920                             | Zoé Carbonopsina                                |                                               | ZOE KARBONOPSINA                                              | | Após derrubar a regência de Nicolau, assume o governo até ser deposta pelo almirante Romano Lecapeno. |
| 913 a 927                                               | Simeão I da Bulgária                            |                                               | SIMEON HO MEGAS                                               | | Invasor de terras no ocidente do império, reivindicou o título de imperador. |
| 919                                                     | Leão Focas, o Velho                             |                                               | LEON PHOCAS HO GERON                                          | | Usurpador na Bitínia. |
| 17 de Dezembro de 920 a 16 de Dezembro de 944           | Romano I                                        |                                               | ROMANOS LAKAPENOS                                             | AUTOKRATOR ROMANOS, BASILEUS TON ROMAION | Almirante de origem humilde, Romano chegou ao poder como protetor do jovem Constantino VII contra o general Leão Focas, o Velho . Depois de se tornar sogro do imperador, ele assumiu sucessivamente cargos mais altos até se coroar imperador sênior. Seu reinado foi marcado pelo fim da guerra com a Bulgária e pelas grandes conquistas de João Curcuas no Oriente. Romanos promoveu seus filhos Christóvão, Estêvão e Constantino como co-imperadores sobre Constantino VII, mas foi derrotado pelos dois últimos e confinado a uma ilha como monge. Ele morreu em 15 de junho de 948. |
| 921 a 931                                               | Cristóvão Lecapeno                              |                                               | CHRISTOPHOROS LAKAPENOS                                       | AUTOKRATOR CHRISTOPHOROS , BASILEUS TON ROMAION | Co-imperador com seu pai, Romano, até sua morte em 931. |
| 924 a 945                                               | Estêvão Lecapeno                                |                                               | STEPHANOS LAKAPENOS                                           | AUTOKRATOR STEPHANOS , BASILEUS TON ROMAION | Co-imperador com seu pai, Romano, até ser deposto por Constantino VII em 945. |
| 924 a 945                                               | Constantino Lecapeno                            |                                               | KONSTANTINOS LAKAPENOS                                        | AUTOKRATOR KONSTANTINOS , BASILEUS TON ROMAION | Co-imperador com seu pai, Romano, até ser deposto por Constantino VII em 945. |
| 923 a 924                                               | Bardas Boilas                                   |                                               | BARDAS BOILAS                                                 | | Usurpador no Ponto. |
| 930 a 932                                               | Basílio Mão-de-Cobre                            |                                               | BASILEIOS HO CHALKOCHEIR                                      | | Usurpador na Bitínia e Lídia. |
| 6 de Junho de 913 a 27 de Janeiro de 945                | Constantino VII                                 |                                               | KONSTANTINOS FLAVIOS PORPHYROGENNETOS                         | | Coimperador com Crisóvão, Estêvão, Romano e Constantino Lecapeno. |
| 27 de Janeiro de 945 a 9 de Novembro de 959             | Constantino VII                                 | AUTOKRATOR KONSTANTINOS, BASILEUS TON ROMAION | KONSTANTINOS FLAVIOS PORPHYROGENNETOS                         | Filho de Leão VI, nasceu em 17/18 de maio de 905 e foi associado como coimperador em 15 de maio de 908. Seu reinado inicial foi dominado por regências sucessivas, primeiro por sua mãe, Zoé Carbonopsina, e pelo patriarca Nicolau Místico, e de 919 pelo almirante Romano Lecapeno, que casou sua filha com Constantino e foi coroado imperador sênior em 920. Constantino foi deixado de lado durante o regime de Lecapeno, mas afirmou seu controle ao depor os filhos de Romanos no início de 945. Seu reinado foi marcado por lutas com Ceife Adaulá no Oriente e uma campanha mal sucedida contra Creta, e políticas pró-aristocráticas que viram uma reversão parcial da legislação de Lecapeno contra os dínatos. Ele é notável por sua promoção do "Renascença da Macedônia", patrocinando obras e histórias enciclopédicas. Ele próprio foi um escritor prolífico, mais lembrado pelos manuais de administração de estado (De administrando imperio) e cerimônias (De ceremoniis) que compilou para seu filho Romanos II. | |
| 6 de Abril de 945 a 9 de Novembro de 959                | Romano II                                       |                                               | ROMANOS PORPHYROGENNETOS                                      | | Co-imperador com seu pai, Constantino VII. |
| 9 de Novembro de 959 a 15 de Março de 963               | Romano II                                       | AUTOKRATOR ROMANOS, BASILEUS TON ROMAION      | ROMANOS PORPHYROGENNETOS                                      | O único filho sobrevivente de Constantino VII, nasceu em 15 de março de 938 e sucedeu seu pai na morte deste. Ele governou até sua própria morte, embora o governo tenha sido liderado principalmente pelo eunuco José Bringas. Seu reinado foi marcado por uma bem-sucedida guerra no Oriente contra Ceide Adaulá e pela recuperação de Creta pelo general Nicéforo Focas. | |
| 961                                                     | Basílio Petino                                  |                                               | BASILEIOS PETEINOS                                            | | Usurpador em Constantinopla. |
| 15 de Março de 963 a 969                                | Nicéforo II                                     |                                               | NIKEPHOROS PHOKAS                                             | AUTOKRATOR NIKEPHOROS, BASILEUS TON ROMAION | O general de maior sucesso de sua geração, Nicéforo II nasceu ca. 912 na poderosa família Focas. Após a morte de Romano II, ele subiu ao trono com o apoio do exército e do povo como regente dos jovens imperadores Basílio II e Constantino VIII, casando-se com a imperatriz Theophano. Ao longo de seu reinado, ele liderou campanhas no Oriente, conquistando grande parte da Síria. Ele foi assassinado pelo sobrinho e ex-associado João Tzimisces. |
| 968 a 971                                               | Kalokyres                                       |                                               | KALOKYRES                                                     | | Usurpador na Bulgária. |
| 970 a 971                                               | Bardas Focas, o Jovem                           |                                               | BARDAS PHOKAS                                                 | | Usurpador em Antioquia (primeira revolta). |
| 11 de Dezembro de 969 a 10 de Janeiro de 976            | João I O Bota Vermelha                          |                                               | IOANNES KOURKOUAS HO TZIMISKES                                | AUTOKRATOR IOANNES, BASILEUS TON ROMAION | Sobrinho de Nicéforo Focas, Tzimices nasceu ca. 925. Um general de sucesso, ele se desentendeu com o tio e liderou uma conspiração de generais descontentes que o assassinaram. Tzimices sucedeu a Nicéforo como imperador e regente dos jovens filhos de Romanos II. Como governante, Tzimices esmagou os russos na Bulgária e terminou o tsardom búlgaro antes de fazer campanha no leste, onde morreu. |
| 22 de Abril de 960 a 10 de Janeiro de 976               | Basílio II O Matador de Búlgaros Constantinopla |                                               | BASILEIOS PORPHYROGENNETOS HO BOULGAROKTONOS                  | | Coimperador com Nicéforo Focas e João Tzimices. |
| 10 de Janeiro de 976 a 15 de Dezembro de 1025           | Basílio II O Matador de Búlgaros Constantinopla |                                               | AUTOKRATOR BASILEIOS, BASILEUS TON ROMAION                    | Filho mais velho de Romano II, Basílio nasceu em 958. A primeira década de seu reinado foi marcada pela rivalidade com o poderoso Basílio Lecapeno, uma guerra mal sucedida contra a Bulgária e rebeliões de generais na Ásia Menor. Basílio solidificou sua posição através de uma aliança de casamento com Vladimir I de Kiev e, depois de reprimir as revoltas, ele embarcou em sua conquista da Bulgária. A Bulgária foi finalmente subjugada em 1018, após mais de 20 anos de guerra, interrompida apenas pela guerra esporádica na Síria contra os fatímidas. Basílio também expandiu o controle bizantino sobre a maior parte da Armênia. Seu reinado é amplamente considerado como o apogeu do Bizâncio medieval. | |
| 976 a 979 987 989                                       | Bardas Esclero                                  |                                               | BARDAS SKLEROS                                                | | Usurpador em Antioquia, associado a Bardas Focas (segunda revolta). |
| 987 a 989                                               | Bardas Focas, o Jovem                           |                                               | BARDAS PHOKAS                                                 | | Usurpador em Antioquia (segunda revolta). |
| 1009 a 1019                                             | Melo de Bari                                    |                                               | MELES                                                         | | Revoltoso no Sul da Itália. |
| 1015 a 1016                                             | Jorge Tzules                                    |                                               | GEORGIOS TZOULES                                              | | Usurpador em Quersoneso. |
| 1022                                                    | Nicéforo Focas Baritráquelo                     |                                               | NIKEPHOROS PHOKAS HO BARYTRACHELOS                            | | Usurpador na Capadócia. |
| 962 a 15 de Dezembro de 1025                            | Constantino VIII                                |                                               | KONSTANTINOS PORPHYROGENNETOS                                 | | Coimperador com Nicéforo Focas, João Tzimices e Basílio II. |
| 15 de Dezembro de 1025 a 15 de Novembro de 1028         | Constantino VIII                                |                                               | AUTOKRATOR KONSTANTINOS, BASILEUS TON ROMAION                 | O segundo filho de Romano II, Constantino, nasceu em 960 e cresceu como co-imperador em março de 962. Durante o reinado de Basílio II, ele passou seu tempo em prazer ocioso. Durante seu curto reinado, ele foi um governante indiferente, facilmente influenciado por seus cortesãos e desconfiado de conspirações para depô-lo, especialmente entre a aristocracia militar, muitos dos quais foram cegados e exilados. No leito de morte, ele escolheu Romano Argiro como marido para sua filha Zoe. | |
| 1025 a 1026                                             | Nicéforo Comneno                                |                                               | NIKEPHOROS KOMNENOS                                           | | Usurpador na Armênia. |
| 1026 a 1027 1033                                        | Basílio Esclero                                 |                                               | BASILEIOS SKLEROS                                             | | Em 1026 a 1027, ursurpador em Antioquia. Em 1033, tentou tomar o poder em Constantinopla. |
| 15 de Novembro de 1028 a Junho de 1050                  | Zoé                                             |                                               | ZOE PORPHYROGENNETA                                           | AUTOKRATEIRA ZOE, BASILISSA TON ROMAION | Filha de Constantino VIII, ela o sucedeu após sua morte, como a única membra sobrevivente da dinastia macedônia, junto com sua irmã Theodora. Seus três maridos, Romano III (1028-1034), Miguel IV (1034-1041) e Constantino IX (1042-1050) governavam ao lado dela. |
| 15 de Novembro de 1028 a 11 de Abril de 1034            | Romano III                                      |                                               | ROMANOS ARGYROS                                               | AUTOKRATOR ROMANOS, BASILEUS TON ROMAION | Nascido em 968, o idoso aristocrata Romano foi escolhido por Constantino VIII no leito de morte como marido de Zoe e conseguiu o trono após a morte de Constantino, alguns dias depois. |
| 1029                                                    | Presiano II da Bulgária                         |                                               | PRESJAN                                                       | | Revoltou-se contra o império e reestabeleceu o Reino da Bulgária. |
| 11 de Abril de 1034 a 10 de Dezembro de 1041            | Miguel IV O Paflagônio                          |                                               | MICHAEL HO PAPHLAGON                                          | AUTOKRATOR MIKHAEL, BASILEUS TON ROMAION | Nascido em 1010, ele se apaixonou por Zoe, enquanto Romanos III estava vivo, e o sucedeu após sua morte como marido e imperador. Ajudado por seu irmão mais velho, o eunuco João, o Orfanotrofos, seu reinado teve um sucesso moderado contra rebeliões internas, mas sua tentativa de recuperar a Sicília falhou. Ele morreu após uma longa doença. |
| 1034                                                    | Elpídio Bracâmio                                |                                               | ELPIDIOS BRACHAMIOS                                           | | Usurpador na Síria. |
| 1034 a 1035 1040 a 1043                                 | Estêvão Boístlabo                               |                                               | STEPHAN VOJISLAV                                              | | Usurpador na Dóclea. |
| 1040 a 1041                                             | Pedro Deliano                                   |                                               | PETER DELJAN                                                  | | Imperador rival na Bulgária. |
| 1040                                                    | Gregório Taronita                               |                                               | GREGOR TARONITES                                              | | Usurpador na Frígia. |
| 10 de Dezembro de 1041 a 20 de Abril de 1042            | Miguel V O Calafate                             |                                               | MICHAEL HO KALAPHATES                                         | AUTOKRATOR MIKHAEL, BASILEUS TON ROMAION | Nascido em 1015, ele era sobrinho e filho adotivo de Michael IV. Durante seu reinado, ele tentou afastar Zoe, mas uma revolta popular o forçou a restaurá-la como imperatriz em 19 de abril de 1042, junto com sua irmã Theodora . Ele foi deposto no dia seguinte, castrado e tonsurado, morrendo em 24 de agosto de 1042. |
| 1042                                                    | Teófilo Erótico                                 |                                               | THEOPHILOS EROTIKOS                                           | | Usurpador em Chipre. |
| 11 de Junho de 1042 a Junho de 1050                     | Constantino IX                                  |                                               | KONSTANTINOS MONOMACHOS                                       | | Coimperador com Zoe. |
| Junho de 1050 a 15 de Novembro de 11 de Janeiro de 1055 | Constantino IX                                  |                                               | AUTOKRATOR KONSTANTINOS, BASILEUS TON ROMAION                 | Nascido ca. Com 1000 de origem nobre, ele teve uma vida indistinta, mas foi exilado para Lesbos por Miguel IV, retornando quando foi escolhido como o terceiro marido de Zoe. Constantino apoiou as classes mercantis e favoreceu a companhia de intelectuais, alienando assim a aristocracia militar. Governante que gosta de prazer, viveu uma vida extravagante com suas amantes favoritas e dotou vários mosteiros, principalmente os Nea Moni de Chios e o Mosteiro de Mangana. Seu reinado foi marcado por invasões dos pechenegues nos Bálcãs e dos turcos seljúcidas no leste, as revoltas de George Maniakes e Leo Tornikios e o Grande cisma entre os patriarcados de Roma e Constantinopla. | |
| 1042 a 1043                                             | Jorge Maniaces                                  |                                               | GEORGIOS MANIAKES                                             | | Usurpador no Sul da Itália e nos Bálcãs. |
| 1043                                                    | Leão Lampros                                    |                                               | LEON LAMPROS                                                  | | Usurpador no Tema Armeníaco. |
| 1043                                                    | Leão Tornício                                   |                                               | LEON TORNIKES                                                 | | Usurpador na Macedônia e Trácia. |
| 1051                                                    | Romano Boilas                                   |                                               | ROMANOS TORNIKES                                              | | Usurpador em Constantinopla. |
| 19 de Abril de 1042 a 11 de Janeiro de 1055             | Teodora III                                     |                                               | THEODORA KARBONOPSINA                                         | | Coimperadora com Zoe e Constantino IX. |
| 11 de Janeiro de 1055 a 31 de Agosto de 1056            | Teodora III                                     |                                               | AUTOKRATEIRA THEODORA, BASILISSA TON ROMAION                  | A irmã mais nova de Zoe, nascida em 984, foi criada como co-governante em 19 de abril de 1042. Depois que Zoe se casou com seu terceiro marido, Constantino IX, em junho de 1042, Theodora foi novamente deixada de lado. Depois que Zoe morreu em 1050 e Constantino em 1055, Theodora assumiu o governo completo do Império e reinou até sua morte. Ela nomeou Miguel VI como seu sucessor. | |

## Sem dinastia (1056 - 1057)
| Reinado                                 | Nome comum Local de nascimento | Imagem | Nome pessoal e título ao nascer/ antes de se tornar imperador | Nome imperial                            | Notas |
| --------------------------------------- | ------------------------------ | ------ | ------------------------------------------------------------- | ---------------------------------------- | --- |
| Setembro de 1056 a 31 de Agosto de 1057 | Miguel VI O Belicoso           |        | MIKHAEL BRINGAS STRATIOTIKOS                                  | AUTOKRATOR MIKHAEL, BASILEUS TON ROMAION | Um burocrata da corte e logotetes stratiotikos (daí seu primeiro apelido). Deposto pela revolta militar de Isaac I Comneno, ele se retirou para um mosteiro onde morreu em 1059. |
| 1056                                    | Teodósio Monômaco              |        | THEODOSIOS MONOMACHOS                                         |                                          | Usurpador em Constantinopla. |
| 1057                                    | Nicéforo Briênio               |        | NIKEPHOROS BRYENNIOS                                          |                                          | Usurpador na Capadócia. |

## Dinastia Comnena (1057 - 1059)
| Reinado                                       | Nome comum Local de nascimento | Imagem | Nome pessoal e título ao nascer/ antes de se tornar imperador | Nome imperial                             | Notas |
| --------------------------------------------- | ------------------------------ | ------ | ------------------------------------------------------------- | ----------------------------------------- | --- |
| 31 de Agosto de 1057 a 22 de Novembro de 1059 | Isaac I                        |        | ISAAKIOS KOMNENOS                                             | AUTOKRATOR ISAAKIOS, BASILEUS TON ROMAION | Nasceu c. 1005. Um general bem-sucedido, ele se revoltou liderando os exércitos orientais e foi declarado imperador; Reconhecido após a abdicação de Miguel VI em 31 de agosto de 1057, renunciou em 1059 e morreu c. 1061. |

## Dinastia Ducas (1059 - 1078)
| Reinado                                     | Nome comum Local de nascimento | Imagem                                   | Nome pessoal e título ao nascer/ antes de se tornar imperador | Nome imperial | Notas |
| ------------------------------------------- | ------------------------------ | ---------------------------------------- | ------------------------------------------------------------- | --- | --- |
| 22 de Novembro de 1059 a 22 de Maio de 1067 | Constantino X                  |                                          | KONSTANTINOS DOUKAS                                           | AUTOKRATOR KONSTANTINOS, BASILEUS TON ROMAION | Nascido em 1006, ele se tornou general e aliado próximo de Isaac Comneno, e o sucedeu como imperador em sua abdicação. Nomeou seus filhos Miguel, Andrônico e Constâncio como co-imperadores. |
| 1066                                        | Niculitza Delfina              |                                          | NIKOULITZAS DELPHINAS                                         | | Usurpador na Tessália. |
| 1067 a 1068                                 | Eudócia Macrembolitissa        |                                          | EUDOKIA MAKREMBOLITISSA                                       | | Regente imperial de 1067 a 1068 até se casar com Romano IV. |
| 1068 a 1071                                 | Romano IV O Armênio            |                                          | ROMANOS DIOGENES                                              | AUTOKRATOR ROMANOS, BASILEUS TON ROMAION | Nascido em 1032, um general bem-sucedido se casou com a imperatriz-viúva Eudócia Macrembolitissa e se tornou o imperador sênior como guardião de seus filhos por Constantino X. Deposto pelos partidários de Ducas após a Batalha de Manzicerta, cegado em junho de 1072 e exilado. Ele morreu logo depois. |
| 1059 a 1071                                 | Miguel VII O Parapinakes       |                                          | MIKHAEL DOUKAS HO PARAPINAKES                                 | | Co-imperador com seu pai Constantino X e seu padrasto, Romano IV. |
| 1071 a 24 de Março de 1078                  | Miguel VII O Parapinakes       | AUTOKRATOR MIKHAEL, BASILEUS TON ROMAION | MIKHAEL DOUKAS HO PARAPINAKES                                 | Nascido em 1050 como o filho mais velho de Constantino X. Co-imperador desde 1059, ele teve sucesso com a morte de seu pai. Devido à sua minoria, ele estava sob a regência de sua mãe, Eudócia Macrembolitissa, em 1067–1068, e foi relegado a imperador júnior sob seu segundo marido Romano IV Diógenes em 1068–1071. Imperador sênior em 1071–1078, ele nomeou seu filho Constantino como co-imperador ao lado de seus irmãos. Ele abdicou antes da revolta de Nicéforo Botaneiates, retirou-se para um mosteiro e morreu c. 1090. | |
| 1060 a 1078                                 | Constâncio Ducas               |                                          | KONSTANTIOS DOUKAS                                            | | Co-imperador com o pai, Constantino X, e depois com os irmãos, Miguel, Andrônico e sobrinho Constantino. |
| 1068 a 1078                                 | Andrônico Ducas                |                                          | ANDRONIKOS DOUKAS                                             | | Co-imperador com o pai, Constantino X, e depois com os irmãos, Miguel, Constâncio e sobrinho Constantino. |
| 1074 a 1078                                 | Constantino Ducas              |                                          | KONSTANTINOS DOUKAS                                           | | Co-imperador com o pai, Miguel VII, e os tios Constâncio e Andrônico. |
| 1072                                        | Constantino Bodino             |                                          | KONSTANTINOS BODINOS                                          | | Usurpador na Bulgária na revolta que restaurou seu império. |
| 1072 a 1078                                 | Filareto Bracâmio              |                                          | PHILARETOS BRACHAMIOS                                         | | Usurpador no Norte da Síria e na Mesopotâmia. |
| 1072 a 1074                                 | Nestor                         |                                          |                                                               | | Usurpador na Bulgária, aliado de Constantino Bodino. |
| 1077 a 1078                                 | Leão Diabateno                 |                                          | LEON DIABATENOS                                               | | Usurpador em Edessa. |
| 1077 a 1078                                 | Nicéforo Briênio               |                                          | NIKEPHOROS BRIENNIOS                                          | | Usurpador na Macedônia e na Trácia. |

## Sem dinastia (1078 - 1081)
| Reinado                                      | Nome comum Local de nascimento          | Imagem | Nome pessoal e título ao nascer/ antes de se tornar imperador | Nome imperial                               | Notas |
| -------------------------------------------- | --------------------------------------- | ------ | ------------------------------------------------------------- | ------------------------------------------- | --- |
| 24 de Março de 1078 a 10 de Dezembro de 1081 | Nicéforo III                            |        | NIKEPHOROS BOTANEIATES                                        | AUTOKRATOR NIKEPHOROS, BASILEUS TON ROMAION | Nascido em 1001, ele foi o estratego do Tema Anatólico. Ele se rebelou contra Miguel VII e foi recebido com glória na capital. Ele resistiu a várias revoltas, mas foi derrubado pelo clã Comneno. Retirou-se para um mosteiro, onde morreu em 10 de dezembro do mesmo ano (1081). |
| 1080 a 1095                                  | Ruben I da Armênia Senhor das Montanhas |        |                                                               |                                             | Usurpador no Tema Armeníaco, fundando o Reino Armênio da Cilícia. |

## Dinastia comnena (1081 - 1185)
| Reinado                                       | Nome comum Local de nascimento | Imagem                                      | Nome pessoal e título ao nascer/ antes de se tornar imperador | Nome imperial | Notas |
| --------------------------------------------- | ------------------------------ | ------------------------------------------- | ------------------------------------------------------------- | --- | --- |
| 10 de Dezembro de 1081 a 15 de Agosto de 1118 | Aleixo I                       |                                             | ALEXIOS KOMNENOS                                              | AUTOKRATOR ALEXIOS, BASILEUS TON ROMAION | Nasceu em 1056, sobrinho de Isaac I Comneno. Um distinto general, ele derrubou Nicéforo III. Seu reinado foi dominado por guerras contra os normandos e os turcos seljúcidas, bem como a chegada da Primeira Cruzada e o estabelecimento de Estados Cruzados independentes . Ele manteve Constantino Ducas como co-imperador até 1088 e nomeou seu filho mais velho, João II Comneno, como co-imperador em 1092.                                       |
| 1081 a 1088                                   | Constantino Ducas              |                                             | KONSTANTINOS DOUKAS                                           | | Co-imperador com o sogro, Aleixo I, por casamento com Ana Comnena. Removido do poder em 1088 após o nascimento de João II Comneno, morreu em 1095. |
| 1081                                          | Raiktor                        |                                             | MIKHAEL DOUKAS                                                | | Monge que alegava ser o imperador Miguel VII, apoio Roberto Guiscardo na invasão da Trácia, na esperança de ser coroado imperador. Foi assassinado. |
| 1091                                          | João Comneno                   |                                             | IOANNES KOMNENOS                                              | | Sobrinho do imperador Aleixo, tentou estabelecer seu próprio domínio em Dirráquio. |
| 1091 a 1092                                   | Teodoro Gabras                 |                                             | THEODOROS GABRAS                                              | | Usurpador no Ponto. |
| 1091 a 1093                                   | Tzacas                         |                                             | ÇAKA BEY                                                      | | Usurpador em Esmirna, também tentou sem sucesso tomar Constantinopla com os aliados pechenegues. |
| 1092 a 1093                                   | Carício                        |                                             | NIKETAS KARYKES                                               | | Usurpador em Creta, tentou sem sucesso estabelecer um domínio independente do Império. |
| 1094 a 1095                                   | Constantino Diógenes           |                                             | KONSTANTINOS LEON DIOGENES                                    | | Usurpador na Trácia. |
| 1103                                          | Miguel Anemas                  |                                             | MIKHAEL ANEMAS                                                | | Usurpador em Constantinopla, notável pela construção da Prisão de Anemas. |
| 1116                                          | Leão Diógenes                  |                                             | LEON DIOGENES                                                 | | Usurpador no sul da Bulgária. |
| 1092 a 15 de Agosto de 1118                   | João II O Bom O Belo           |                                             | IOANNES KALOS KOMNENOS DOUKAS                                 | | Co-imperador com seu pai, Aleixo I Comneno. |
| 15 de Agosto de 1118 a 8 de Abril de 1143     | João II O Bom O Belo           | AUTOKRATOR IOANNES, BASILEUS TON ROMAION    | IOANNES KALOS KOMNENOS DOUKAS                                 | Nascido em 13 de setembro de 1087 como o filho mais velho de Alexios I. Co-imperador desde 1092, subiu ao trono após a morte de seu pai. Seu reinado foi focado em guerras com os turcos. Um governante popular, piedoso e frugal, ele era conhecido como "João o Bom". Nomeou seu filho mais velho Aleixo como co-imperador em 1122, mas o filho morreu um ano antes dele.                            | |
| 1122 a 1142                                   | Aleixo Comneno                 |                                             | ALEXIOS KOMNENOS                                              | | Co-imperador com o pai, João II, até morrer em 1142, em uma campanha militar, possivelente de meningite. |
| 8 de Abril de 1143 a 24 de Setembro de 1180   | Manuel I O Grande              |                                             | MANOUEL KOMNENOS                                              | AUTOKRATOR MANOUEL, BASILEUS TON ROMAION | Nascido em 28 de novembro de 1118 como o quarto e mais novo filho de João II, ele foi escolhido como imperador sobre seu irmão mais velho, Isaac, por seu pai em seu leito de morte. Um governante enérgico, ele lançou campanhas contra os turcos, humilhou a Hungria, alcançou a supremacia sobre os estados cruzados e tentou sem sucesso recuperar a Itália. Sua extravagância e campanha constante, no entanto, esgotaram os recursos do Império. |
| 24 de Setembro de 1180 a 1182                 | Maria de Antioquia             |                                             | MARGUERITE CONSTANCE                                          | | Esposa de Manuel II, assumiu a regência de seu filho menor, Aleixo, até ser derrubada por Andrônico II em 1182, sendo assassinada. |
| 1171 a Outubro de 1183                        | Aleixo II                      |                                             | ALEXIOS KOMNENOS PORPHYROGENNETOS                             | AUTOKRATOR ALEXIOS, BASILEUS TON ROMAION | Nasceu em 14 de setembro de 1169 como filho único de Manuel I. Em 1180–1182 sob a regência de sua mãe, Maria de Antioquia. Ela foi derrubada por Andrônico I Comneno, que se tornou co-imperador e finalmente mandou depor e matar Aleixo II. |
| 1182 a Outubro de 1183                        | Andrônico I                    |                                             | ANDRONIKOS KOMNENOS                                           | | Co-imperador com seu sobrinho, Aleixo II. |
| Outubro de 1183 a 2 de Setembro de 1185       | Andrônico I                    | AUTOKRATOR ANDRONIKOS, BASILEUS TON ROMAION | ANDRONIKOS KOMNENOS                                           | Nasceu c. 1118, um sobrinho de João II de seu irmão Isaac . Um general, ele foi preso por conspirar contra João II, mas escapou e passou 15 anos no exílio em várias cortes na Europa Oriental e no Oriente Médio. Ele tomou a regência de Maria de Antioquia em 1182 e, posteriormente, o trono de seu sobrinho Aleixo II. Um governante impopular, ele foi deposto e linchado em um levante popular. | |

## Dinastia Ângelo (1185 - 1204)
| Reinado                                        | Nome comum Local de nascimento | Imagem | Nome pessoal e título ao nascer/ antes de se tornar imperador | Nome imperial                             | Notas |
| ---------------------------------------------- | ------------------------------ | ------ | ------------------------------------------------------------- | ----------------------------------------- | --- |
| 2 de Setembro de 1185 a 1195                   | Isaac II                       |        | ISAAKIOS ANGELOS                                              | AUTOKRATOR ISAAKIOS, BASILEUS TON ROMAION | Nascido em setembro de 1156, Isaac chegou ao trono à frente de uma revolta popular contra Andrônico I. Seu reinado foi marcado por revoltas e guerras nos Bálcãs, especialmente contra a Bulgária ressurgente. Ele foi deposto, cegado e preso por seu irmão mais velho, Aleixo III.                                                                              |
| 1185 a 1191 1195                               | Isaac Comneno do Chipre        |        | ISAAKIOS DOUKAS KOMNENOS                                      |                                           | Usurpador no Chipre, de 1185 a 1191, e de Icônio em 1195. |
| 1185 a 1186 1187                               | Aleixo Branas                  |        | ALEXIOS BRANAS KOMNENOS                                       |                                           | De 1185 a 1186, usurpador em Constantinopla. Em 1187, imperador rival na Trácia. |
| 1188 a 1189 1195 1204 a 1205                   | Teodoro Mangafa                |        | THEODOROS DOUKAS MANGAFAS                                     |                                           | Usurpador por várias vezes na Lídia e na Frígia. |
| 1189 a 1191                                    | Pseudo-Aleixo II               |        | ALEXIOS KOMNENOS                                              |                                           | Usurpador na Frígia, aliado do sultão Quilije Arslã II. |
| 1191 a 1205                                    | Basílio Chotzas                |        | BASILEIOS CHOTZAS                                             |                                           | Usurpador na Bitínia. |
| 1191 a 1193                                    | Isaac Comneno                  |        | ISAAKIOS KOMNENOS                                             |                                           | Usurpador em Constantinopla. |
| 1191 a 1193                                    | Constantino Aspieta            |        | KONSTANTINOS KOMNENOS ASPIETES                                |                                           | Usurpador (?) na Macedônia. |
| 1193                                           | Constantino Ângelo             |        | KONSTANTINOS ANGELOS DOUKAS                                   |                                           | Usurpador em Filipopeia. |
| 1195 a 1203                                    | Aleixo III                     |        | ALEXIOS KOMNENOS ANGELOS                                      | AUTOKRATOR ALEXIOS, BASILEUS TON ROMAION  | Nascido em 1153, Aleixo era o irmão mais velho de Isaac II. Seu reinado foi marcado por má administração e crescente autonomia dos magnatas provinciais. Ele foi deposto pela Quarta Cruzada e fugiu de Constantinopla, perambulando pela Grécia e Ásia Menor, procurando apoio para recuperar seu trono. Ele morreu no cativeiro de Niceia em 1211.              |
| 1195 1200                                      | Aleixo Contostefano            |        | ALEXIOS KONTOSTEPHANOS                                        |                                           | Usurpador em Constantinopla. |
| 1195 a 1197                                    | Pseudo-Aleixo II               |        | ALEXIOS KOMNENOS                                              |                                           | Usurpador na Cilícia e na Bitínia. |
| 1196 a 1199 1201 a 1202                        | Dobromir Crisos                |        | DOBROMEROS CHRYSOS                                            |                                           | Usurpador na Macedônia e Tessália. |
| 1198 a 1200                                    | Ibanco da Bulgária             |        | IOANNES ALEXIOS                                               |                                           | Usurpador na Trácia. |
| 1199                                           | Miguel Cantacuzeno             |        | MIKHAEL KANTAKOUZENOS                                         |                                           | Usurpador em Constantinopla. |
| 1199 1201 a 1202                               | Manuel Camitzes                |        | MANOUEL KAMITZES KOMNENOS DOUKAS ANGELOS                      |                                           | Em 1199, Usurpador em Constantinopla. De 1201 a 1202, Usurpador na Macedônia e na Tessália (com Dobromir). |
| 1200 a 1203 1204 a 1215                        | Miguel I Comneno Ducas         |        | MIKHAEL ANGELOS KOMNENOS DOUKAS                               |                                           | Fundador e primeiro Déspota do Epiro. |
| 1200 a 1201                                    | João Comneno, o Gordo          |        | IOANNES AXOUCHOS KOMNENOS HO PACHYS                           |                                           | Usurpador em Constantinopla. |
| 1201 a 1209                                    | Leão Chamareto                 |        | LEON CHAMARETOS                                               |                                           | Usurpador na Moreia (Lacônia). |
| 1201 a 1208                                    | Leão Esguro                    |        | LEON SGOUROS                                                  |                                           | Usurpador na Grécia, nomeado déspota em 1204. |
| 1203 a 1204                                    | Isaac II                       |        | ISAAKIOS ANGELOS                                              | AUTOKRATOR ISAAKIOS, BASILEUS TON ROMAION | Restaurado em seu trono pelos cruzados, o domínio real caiu sobre seu filho Aleixo IV. Devido ao fracasso em lidar com as demandas dos cruzados, ele foi deposto por Aleixo V Ducas em janeiro de 1204 e morreu em 28 de janeiro de 1204, talvez por veneno. |
| 1203 a 25 de Janeiro de 1204                   | Aleixo IV                      |        | ALEXIOS ANGELOS                                               | AUTOKRATOR ALEXIOS, BASILEUS TON ROMAION  | Nascido em 1182, filho de Isaac II. Ele alistou a Quarta Cruzada para retornar seu pai ao trono e reinou ao lado de seu pai restaurado. Devido ao fracasso em lidar com as demandas dos cruzados, ele foi deposto por Aleixo V Ducas em janeiro de 1204 e foi estrangulado em 8 de fevereiro.                                                                     |
| 25 de Janeiro de 1204 a 8 de Fevereiro de 1204 | Nicolau I                      |        | NIKOLAOS CANABOS                                              |                                           | Eleito pelo senado, não chegou a exercer efetivamente o cargo. |
| 8 de Fevereiro de 1204 a 12 de Abril de 1204   | Aleixo V                       |        | ALEXIOS DOUKAS HO MOURTZOUPHLOS                               | AUTOKRATOR ALEXIOS, BASILEUS TON ROMAION  | Nascido em 1140, genro de Aleixo III e um aristocrata de destaque, ele depôs Isaac II e Aleixo IV em um golpe de estado. Ele tentou repelir os cruzados, mas eles capturaram Constantinopla forçando Mourtzouphlos a fugir. Ele se juntou ao exilado Aleixo III, mas depois foi cegado por este. Capturado pelos cruzados, ele foi executado em dezembro de 1205. |

## Dinastia lascarina (1204 - 1261)
Imperadores de Niceia. Existiam ramos da Casa dos Ângelos e da Casa dos Comnenos a governarem outras partes do império.
| Reinado                                       | Nome comum Local de nascimento | Imagem                                   | Nome pessoal e título ao nascer/ antes de se tornar imperador | Nome imperial | Notas |
| --------------------------------------------- | ------------------------------ | ---------------------------------------- | ------------------------------------------------------------- | --- | --- |
| 1204 a 1205                                   | Constantino Láscaris           |                                          | KONSTANTINOS KOMNENOS LASKARIS                                | | Eleito pelo povo de Constantinopla, não chega a tomar posse do cargo. |
| 1204 a 1222                                   | Aleixo Mega Comneno            |                                          | ALEXIOS MEGAS KOMNENOS                                        | | Imperador rival em Trebizonda, após a queda de Constantinopla pelos cruzados. |
| 1204 a 1208                                   | Teodoro Gabras, o Jovem        |                                          | THEODOROS GABRAS                                              | | Usurpador no Ponto. |
| 1204 a 1205                                   | Manuel Ângelo                  |                                          | MANOUEL ANGELOS                                               | | Usurpador na Trácia, Macedônia e Tessália (com Bonifácio de Monferrato). |
| 1205                                          | Aleixo Aspieta                 |                                          | ALEXIOS ASPIETES                                              | | Líder de uma rebelião anti-búlgara em Filipópolis. |
| 12 de Abril de 1205 a 1221                    | Teodoro I                      |                                          | THEODOROS KOMNENOS LASKARIS                                   | AUTOKRATOR THEODOROS, BASILEUS TON ROMAION | Nascido c. 1174, ele ganhou destaque como genro de Aleixo III. Seu irmão Constantino Láscaris (ou o próprio Teodoro, é incerto) foi eleito imperador pelos cidadãos de Constantinopla no dia anterior à queda da cidade pelos cruzados; Constantino permaneceu apenas algumas horas antes do saque da cidade e depois fugiu para Niceia, onde Teodoro organizou a resistência grega aos latinos. Proclamado imperador após a morte de Constantino em 1205, Teodoro foi coroado apenas em 1208. Conseguiu parar o avanço latino na Ásia e repelir os ataques de Seljuk, estabelecendo o Império de Niceia como o mais forte dos estados sucessores gregos. |
| 1212 a Dezembro de 1221                       | João III                       |                                          | IOANNES DOUKAS VATATZES                                       | | Co-imperador com seu sogro, Teodoro I. |
| Dezembro de 1221 a 3 de Novembro de 1254      | João III                       | AUTOKRATOR IOANNES, BASILEUS TON ROMAION | IOANNES DOUKAS VATATZES                                       | Nascido c. 1192, tornou-se genro e sucessor de Teodoro I em 1212. Como governante e soldado capaz, ele expandiu seu estado na Bitínia, Trácia e Macedônia às custas do Império Latino , Bulgária e do rival estado grego de Epiro. | |
| 1224-1225 a 1230                              | Teodoro Comneno Ducas          |                                          | THEODOROS KOMNENOS DOUKAS ANGELOS                             | | Déspota do Epiro de 1215 a 1230; Rei de Tessalônica de 1224 a 1230. Autoproclamado imperador em 1227, derrotado, capturado e cegado em 1230. |
| 1224 a 1225                                   | Andrônico Nestongo             |                                          | ANDRONIKOS DOUKAS NESTONGOS                                   | | Junto a seu irmão, Isaac Nestongo, revoltou-se contra o imperador João III, sem sucesso. |
| 3 de Novembro de 1254 a 18 de Agosto de 1258  | Teodoro II                     |                                          | THEODOROS DOUKAS LASKARIS PORPHYROGENNETOS                    | AUTOKRATOR THEODOROS, BASILEUS TON ROMAION | Nascido em 1221/1222 como o único filho de João III, ele sucedeu seu pai depois que este morreu. Seu reinado foi marcado por sua hostilidade em relação às principais casas da aristocracia, e por sua vitória contra a Bulgária e a subsequente expansão para a Albânia. |
| 18 de Agosto de 1258 a 25 de Dezembro de 1261 | João IV                        |                                          | IOANNES DOUKAS LASKARIS                                       | AUTOKRATOR IOANNES, BASILEUS TON ROMAION | Nascido em 25 de dezembro de 1250 como filho único de Teodoro II, ele sucedeu seu pai depois que este morreu. Durante a sua minoridade, a regência foi exercida inicialmente por Jorge Muzalon até seu assassinato, e depois por Miguel Paleólogo, que em poucos meses foi coroado imperador sênior. Após a recuperação de Constantinopla em agosto de 1261, Paleólogo afastou João IV completamente, deixando-o cego e preso. João IV morreu c. 1305 |

## Dinastia paleóloga (1261 - 1453)
Império Bizantino restaurado em Constantinopla, e unificado.
| Reinado                                          | Nome comum Local de nascimento | Imagem                                                                                            | Nome pessoal e título ao nascer/ antes de se tornar imperador | Nome imperial | Notas |
| ------------------------------------------------ | ------------------------------ | ------------------------------------------------------------------------------------------------- | ------------------------------------------------------------- | --- | --- |
| 25 de Dezembro de 1261 a 11 de Dezembro de 1282  | Miguel VIII                    |                                                                                                   | MIKHAEL KOMNENOS DOUKAS ANGELOS PALAIOLOGOS                   | EN KO THO THEO, PISTOS BASILEUS KAI AUTOKRATOR ROMAION, O MIKHAEL PALAIOLOGOS, KAI AEI AUGOUSTOS. | Nascido em 1223, bisneto de Aleixo III e sobrinho-neto de João III por casamento. Imperador sênior ao lado de João IV em 1259, único imperador desde 25 de dezembro de 1261. |
| 1262                                             | João                           |                                                                                                   | IOANNES LASKARIS                                              | | Usurpador na Bitínia, alegava ser o imperador João IV Láscaris. |
| 11 de Dezembro de 1282 a 24 de Maio de 1328      | Andrônico II O Velho           |                                                                                                   | ANDRONIKOS DOUKAS ANGELOS KOMNENOS HO GERON PALAIOLOGOS       | EN KO THO THEO, PISTOS BASILEUS KAI AUTOKRATOR ROMAION, O ANDRONIKOS PALAIOLOGOS, KAI AEI AUGOUSTOS. | Filho de Miguel VIII, ele nasceu em 25 de março de 1259. Nomeado co-imperador em setembro de 1261, coroado em 1272, ele seguiu sendo o imperador único após a morte de seu pai. Favorecendo monges e intelectuais, ele negligenciou o exército e seu reinado viu o colapso da posição bizantina na Ásia Menor. Ele nomeou seu filho Miguel IX como co-imperador. Em uma prolongada guerra civil , ele foi forçado a reconhecer seu neto Andrônico III como co-imperador e foi deposto de imediato. Ele morreu em 13 de fevereiro de 1332. |
| 1289                                             | João Tarcaniota                |                                                                                                   | IOANNES TARCHANEIOTES                                         | | Usurpador (?) em Constantinopla. |
| 1294 a 12 de Outubro de 1320                     | Miguel IX                      |                                                                                                   | MIKHAEL PALAIOLOGOS                                           | EN KO THO THEO, PISTOS BASILEUS KAI AUTOKRATOR ROMAION, O MIKHAEL PALAIOLOGOS, KAI AEI AUGOUSTOS. | Filho primogénito de Andrónico II, falece 8 anos antes do pai, pelo que o seu filho Andrónico passou a ocupar o primeiro lugar na linha de sucessão. |
| 1295 a 1296                                      | Aleixo Filantropeno            |                                                                                                   | ALEXIOS PHILANTHROPENOS DOUKAS TARCHANEIOTES                  | | Usurpador na Anatólia. |
| 1305 a 1306                                      | João Drimis                    |                                                                                                   | IOANNES GLYKYS DRIMYS                                         | | Usurpador (autoproclamado João VI) em Constantinopla. |
| 1307                                             | Carlos de Valois               |                                                                                                   | KAROLOS TOU BALOUA                                            | | Buscou usurpar os títulos imperiais de Constantinopla. |
| 24 de Maio de 1328 a 15 de Junho de 1341         | Andrônico III O Jovem          |                                                                                                   | ANDRONIKOS DOUKAS ANGELOS KOMNENOS HO NEOS PALAIOLOGOS        | EN KO THO THEO, PISTOS BASILEUS KAI AUTOKRATOR ROMAION, O ANDRONIKOS PALAIOLOGOS, KAI AEI AUGOUSTOS. | Filho de Miguel IX, nasceu em 25 de março de 1297 e foi nomeado co-imperador em 1316. Imperador rival desde julho de 1321, depoiu seu avô Andrônico II em 1328 e governou como único imperador até sua morte. Apoiado por João VI Cantacuzeno, seu reinado viu derrotas contra o emirado otomano, mas sucessos na Europa, onde Epiro e Tessália foram recuperados. |
| 1333 a 1334                                      | Sirgianes Paleólogo            |                                                                                                   | SYRGIANNES PALAIOLOGOS PHILANTHROPENOS                        | | Usurpador em Tessalônica e Macedônia (junto com Estêvão Uresis IV). |
| 15 de Junho de 1341 a 8 de Fevereiro de 1347     | João V                         |                                                                                                   | IOANNES KOMNENOS PALAIOLOGOS                                  | EN KO THO THEO, PISTOS BASILEUS KAI AUTOKRATOR ROMAION, O IOANNES PALAIOLOGOS, KAI AEI AUGOUSTOS. | Filho único de Andrônico III, ele não havia sido coroado co-imperador ou declarado herdeiro na morte de seu pai, fato que levou ao início de uma guerra civil destrutiva entre seus regentes e o assessor mais próximo de seu pai, João VI Cantacuzeno, que foi coroado co-imperador. O conflito terminou em 1347 com Cantacuzeno reconhecido como imperador sênior, mas ele foi deposto por João V em 1354, durante outra guerra civil . Mateus Cantacuzeno , elevado por João VI a co-imperador, também foi deposto em 1357. João V apelou ao Ocidente por ajuda contra os otomanos, mas em 1371 ele foi forçado a reconhecer-se como vassalo daquele império. Ele foi deposto em 1376 por seu filho Andrônico IV.    |
| 1342                                             | Miguel Gabrielópulo            |                                                                                                   | MIKHAEL GABRIELOPOULOS                                        | | Usurpador na Tessália. |
| 1346 a 1355                                      | Estêvão Uresis IV              |                                                                                                   | STEPHANOS OURESES DOUSAN                                      | | Autocoroou-se imperador em Escópia no ano de 1346, e morreu misteriosamente em 1355 em Devoll. |
| 8 de Fevereiro de 1347 a 4 de Dezembro de 1354   | João VI                        |                                                                                                   | IOANNES PALAIOLOGOS ANGELOS KOMNENOS KANTAKOUZENOS            | EN KO THO THEO, PISTOS BASILEUS KAI AUTOKRATOR ROMAION, O IOANNES PALAIOLOGOS, KAI AEI AUGOUSTOS. | Parente materno dos Paleólogos, foi declarado co-imperador em 26 de outubro de 1341 e foi reconhecido como imperador sênior por dez anos após o fim da guerra civil em 8 de fevereiro de 1347. Deposto por João V em 1354, tornou-se monge, falecendo em 15 de junho de 1383. |
| 1353 a 1354                                      | Mateus Cantacuzeno             |                                                                                                   | MATTHAIOS ASANES KANTAKOUZENOS                                | | Imperador sênior João VI, até 1354. Imperador rival na Trácia até 1357, Déspota da Moreia de 1380 a 1383 |
| 4 de dezembro de 1354 a 12 de agosto de 1376     | João V                         |                                                                                                   | IOANNES KOMNENOS PALAIOLOGOS                                  | EN KO THO THEO, PISTOS BASILEUS KAI AUTOKRATOR ROMAION, O IOANNES PALAIOLOGOS, KAI AEI AUGOUSTOS. | Governa pela segunda vez. |
| 1356                                             | João Limpidário                |                                                                                                   | IOANNES LIMPIDARIOS                                           | | Usurpador na Trácia; |
| 1356 a 1370/1371                                 | Simeão Uresis                  |                                                                                                   | SYMEON OURESES PALAIOLOGOS                                    | | Imperador rival na Tessália (1359-1366 também no Epiro), Déspota depois de 1346; |
| 12 de agosto de 1376 a 1 de julho de 1379        | Andrônico IV                   |                                                                                                   | ANDRONIKOS KOMNENOS PALAIOLOGOS                               | EN KO THO THEO, PISTOS BASILEUS KAI AUTOKRATOR ROMAION, O ANDRONIKOS PALAIOLOGOS, KAI AEI AUGOUSTOS. | Filho de João V e neto de João VI, nasceu em 2 de abril de 1348 e foi criado como co-imperador c. 1352. Derrubou seu pai em 12 de agosto de 1376 e governou até ser deposto em 1379. Ele foi novamente reconhecido como co-imperador em 1381 e recebeu Selímbria como um apanágio, morrendo ali em 28 de junho de 1385. |
| 1 de Julho de 1379 a 14 de Abril de 1390         | João V                         |                                                                                                   | IOANNES KOMNENOS PALAIOLOGOS                                  | EN KO THO THEO, PISTOS BASILEUS KAI AUTOKRATOR ROMAION, O IOANNES PALAIOLOGOS, KAI AEI AUGOUSTOS. | Restaurado como imperador sênior, ele se reconciliou com Andrônico IV em 1381, renomeando-o co-imperador. Ele foi derrubado novamente em 1390 por seu neto, João VII. |
| 14 de Abril de 1390 a 17 de Setembro de 1390     | João VII                       |                                                                                                   | IOANNES PALAIOLOGOS                                           | EN KO THO THEO, PISTOS BASILEUS KAI AUTOKRATOR ROMAION, O IOANNES PALAIOLOGOS, KAI AEI AUGOUSTOS. | Filho de Andrônico IV, ele nasceu em 1370 e foi nomeado co-imperador sob o reinado de seu pai em 1377-79. Ele usurpou o trono de seu avô João V por cinco meses em 1390, mas com a mediação otomana ele se reconciliou com João V e seu tio, Manuel II. Ele liderou Constantinopla contra os otomanos no cerco de 1399–1402 e recebeu Tessalônica como um apanágio, onde governou até sua morte em 22 de setembro de 1408. |
| 17 de Setembro de 1390 a 16 de Fevereiro de 1391 | João V                         |                                                                                                   | IOANNES KOMNENOS PALAIOLOGOS                                  | EN KO THO THEO, PISTOS BASILEUS KAI AUTOKRATOR ROMAION, O IOANNES PALAIOLOGOS, KAI AEI AUGOUSTOS. | Restaurado como imperador sênior, ele governou até sua morte em fevereiro de 1391. |
| 16 de Fevereiro de 1391 a 21 de Julho de 1425    | Manuel II                      |                                                                                                   | MANOUEL PALAIOLOGOS                                           | EN KO THO THEO, PISTOS BASILEUS KAI AUTOKRATOR ROMAION, O MANOUEL PALAIOLOGOS, KAI AEI AUGOUSTOS. | Segundo filho de João V, nasceu em 27 de junho de 1350. Criado como co-imperador em 1373, tornou-se imperador sênior após a morte de João V e governou até morrer. Ele viajou para as cortes da Europa Ocidental em busca de ajuda contra os turcos e conseguiu usar a derrota otomana na Batalha de Ancara para recuperar alguns territórios e fazer outros de vassalos. |
| 1403 a 1407                                      | Andrônico V                    |                                                                                                   | ANDRONIKOS PALAIOLOGOS                                        | | Imperador sênior Manuel II; Co-imperador com este até sua morte em 1407. |
| 1414                                             | Teodósio, o Cíprio             |                                                                                                   | THEODOSIOS HO KIPRIOS                                         | | Usurpador (?) em Constantinopla. |
| 1416 a 21 de Julho de 1425                       | João VIII                      |                                                                                                   | IOANNES PALAIOLOGOS                                           | | Co-imperador com seu pai, Manuel II. |
| 21 de Julho de 1425 a 31 de Outubro de 1448      | João VIII                      | EN KO THO THEO, PISTOS BASILEUS KAI AUTOKRATOR ROMAION, O IOANNES PALAIOLOGOS, KAI AEI AUGOUSTOS. | IOANNES PALAIOLOGOS                                           | Filho sobrevivente mais velho de Manuel II, nasceu em 18 de dezembro de 1392. Criado como co-imperador c. 1416, ele sucedeu seu pai em sua morte. Buscando ajuda contra os otomanos ressurgentes, ele ratificou a União das Igrejas em 1439. | |
| 31 de Outubro de 1448 a 29 de Maio de 1453       | Constantino XI                 |                                                                                                   | KONSTANTINOS DRAGASES PALAIOLOGOS                             | EN KO THO THEO, PISTOS BASILEUS KAI AUTOKRATOR ROMAION, O KONSTANTINOS PALAIOLOGOS, KAI AEI AUGOUSTOS. | O quarto filho de Manuel II e da princesa sérvia Helena Dragasa, nasceu em 8 de Fevereiro de 1405. Como Déspota da Moreia desde 1428, destacou-se em campanhas que anexaram o Principado de Acaia e levaram o Ducado de Atenas a uma soberania bizantina temporária, mas foi incapaz de repelir os ataques turcos sob Turacanes Bei. Como irmão mais velho sobrevivente, ele sucedeu a João VIII após a morte deste. Diante do desejo do novo sultão Maomé II de possuir a cidade de Constantinopla, Constantino buscou ajuda do Ocidente e reconheceu a união das Igrejas Católica e Ortodoxa, mas seus esforços foram em vão. Recusando-se a render a cidade, foi morto durante o Ataque Final em 29 de Maio de 1453. |

|  | Regente do trono                   |  | Coimperador |  | Usurpador |
|  | Imperador de jure mas não de facto |  |             |  |           |

## Pretendentes
- Demétrio Paleólogo, (1407-1470, reinou de 1453 - 1460)
- Tomás Paleólogo, (1409-1465, reinou de 1460 - 1465)
- André Paleólogo, (1453-1502, reinou de 1465 - 1502), passa seus direitos aos Reis Católicos